# Брік Ліля Юріївна
Ліля Юріївна Брік (до шлюбу Ліля (Лілі) Урієвна Каган; (30 жовтня, (11 листопада) 1891 Москва — 4 серпня 1978, Москва) — російська мисткиня: «муза російського авангарду», господиня одного з найвідоміших у XX столітті літературно-художніх салонів. Скульпторка, кінорежисерка, письменниця, авторка мемуарів. Адресатка творів Володимира Маяковського, яка відіграла значну роль в житті поета.
Біографія Лілі Брік переплетена з долями Ельзи Тріоле, Осипа Бріка, Віталія Примакова, Василя Катаняна, багатьох діячів мистецтва і літератури різних країн. Брік створила перший в Москві музей Маяковського (згодом ліквідований). З кінця 1950-х років цензура прагнула виключити прізвище Брік з біографії Маяковського. Покінчила життя самогубством в 1978 році у віці 86 років.

## Походження, освіта

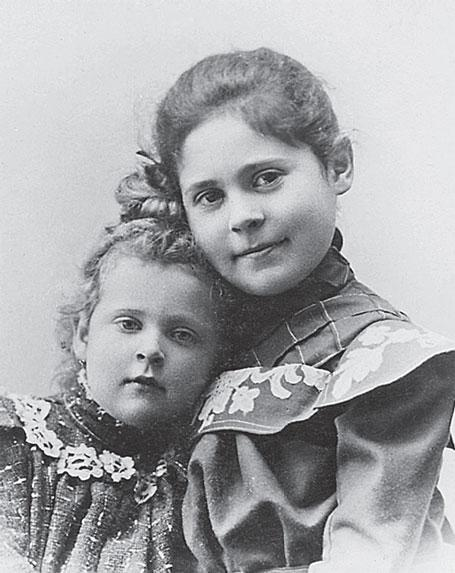
Ліля (праворуч) і Ельза Каган. 1900

Ліля народилася в сім'ї Юрія Олександровича Кагана і Олени Юльєвни Каган (до шлюбу Берман). Її батько був юристом, який займався захистом прав євреїв у Москві; крім того, він як юрисконсульт австрійського посольства допомагав артистам і антрепренерам, які прибували на гастролі, у вирішенні фінансових та адміністративних питань. Мати народилася в Ризі, вчилася в Московській консерваторії, однак завершити курс не змогла через раннє одруження і народження дочок — Лілі і Ельзи.
Дочки Каганів здобули добру домашню освіту: дівчатка з дитинства говорили російською і німецькою мовами, вільно, завдяки гувернантці, спілкувалися французькою, грали на роялі, брали участь у   музичних і літературних вечорах, які  влаштовували їхні батьки. У 1905 році Ліля пішла у п'ятий клас гімназії, яка розміщувалася в садибі Шувалових-Голіциних на Покровці. Викладачі відзначали схильність учениці до математики і рекомендували її батькові розвивати здібності дочки. В 1908 році, закінчивши гімназію, Ліля Юріївна вступила на математичний факультет Вищих жіночих курсів. Коли інтерес до науки змінився захопленістю мистецтвом, вона залишила курси і стала студенткою Московського архітектурного інституту, де почала вивчати основи живопису і скульптури. Заняття скульптурою були продовжені в 1911 році в одній зі студій Мюнхена.

## Перший шлюб. Осип Брік

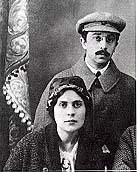
Ліля Брік, Осип Брік. 1912

Знайомство Лілі сталося в юнацькі роки, коли сімнадцятирічний Осип Брік, відрахований з 3-ї московської гімназії «за революційну пропаганду», став керівником відвідуваного нею гуртка з вивчення азів політекономії. Осип, син власника торгової компанії «Павло Брік, вдова і син», протягом семи років ніжно залицявся до Лілі, однак їхні зустрічі були нечастими. Вирішальне пояснення відбулося після її повернення з Мюнхена в 1911 році; у листі батькам Осип Максимович повідомив: «Я стал женихом. Моя невеста, как вы уже догадываетесь, Лили Каган».
Навесні 1912 року відбулося весілля (церемонію провів московський рабин), після якої молода сім'я оселилася в чотирикімнатній квартирі, яку знімали батьки Лілі і яка знаходилася у Великому Чернишевському провулку. Осип Брік, який працював після закінчення юридичного факультету Московського університету в батьківській фірмі з продажу коралів, часто здійснював поїздки по Сибіру і Середній Азії; Ліля, як правило, слідувала за чоловіком. Їх інтерес до східної екзотики був у ту пору настільки великий, що подружжя всерйоз розглядало можливість переїзду до Туркестану; задум виявився нереалізованим через початок війни.
У 1914 році Осип Максимович почав службу в петроградській автомобільій роті (туди він потрапив за протекцією оперного співака Леоніда Собінова). Ліля, яка переїхала слідом за Бріком в російську столицю, заснувала в їх квартирі на вулиці Жуковського, 7, салон для творчої інтелігенції. До числа його постійних відвідувачів належали фінансист Лев Грінкруг, поети Володимир Маяковський, Василь Каменський, Давид Бурлюк, Велимир Хлєбников, літературознавці Роман Якобсон та Віктор Шкловський, балерини Катерина Гельцер і Олександра Дорінська, у якої Ліля Юріївна брала уроки танцю. Гості обговорювали літературні і політичні проблеми, музикували, проводили час за грою в карти; в дні особливо важливих партій на дверях з'являлася табличка з написом «Сьогодні Бріки нікого не приймають».
Як писав літературознавець Бенгт Янгфельдт, Ліля була «душею салону», тоді як Осип Максимович — «його інтелектуальною пружиною». Поет Микола Асєєв згадував про їх квартиру як про центр тяжіння, в якому поєдналися «матерія ручної розмальовки» і «палкі очі господині», що мала власну думку з будь-якого питання. За твердженням Лілі Юріївни, її шлюбні відносини з Бріком припинилися в 1915 році, однак він на все життя залишився для неї найближчою людиною.
|  | Я кохала, кохаю і кохатиму його більше, ніж брата, більше, ніж чоловіка, більше ніж сина. Про таке кохання я не читала в жодних віршах, ніде. Я кохаю його з дитинства, він невіддільний від мене. Це кохання не заважало моєму коханню до Маяковського. Оригінальний текст (рос.) Я любила, люблю и буду любить его больше, чем брата, больше, чем мужа, больше чем сына. Про такую любовь я не читала ни в каких стихах, нигде. Я люблю его с детства, он неотделим от меня. Эта любовь не мешала моей любви к Маяковскому. |

## Брік і Маяковський

### Перші зустрічі. Поема «Хмара в штанах»

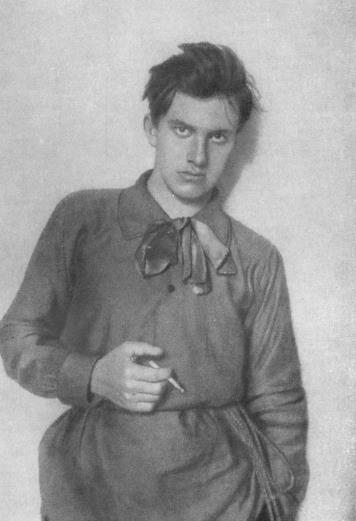
Володимир Маяковський. 1910

В автобіографії Маяковського «Я сам» день зустрічі з Брік у липні 1915 року визначено як «найщасливішу дату». Проте поет став присутнім в сім'ї Каганів набагато раніше: восени 1913 року він познайомився з молодшою сестрою Лілі — Ельзою. Як розповідала згодом сама Ельза, після повернення з канікул з Фінляндії вона вирушила в гості до давніх знайомих Хвасів, де того дня зібралося багато гостей. У якийсь момент загальну увагу перемкнув на себе «надзвичайно великий, у чорній оксамитовій блузі» чоловік, який почав голосно читати «Бунт речей». Безпосереднє знайомство з поетом відбулося під час чаювання в майстерні; ввечері Маяковський вирушив проводжати сімнадцятирічну гимназистку додому.
Пізніше Володимир Володимирович, який почав залицятися до Ельзи, був представлений її батькам; з Лілею, яка переїхала з чоловіком до Петрограда, вони деякий час не перетиналися. За словами публіциста Дмитра Бикова, молодша сестра Лілі виявилася чи не єдиною людиною в оточенні Маяковського, «якій він не присвятив зовсім нічого, жодного поетичного рядка». Але, ймовірно, під її впливом поет написав вірш, який Ельзі довелося прочитати першій: «Послушайте, ведь если звёзды зажигают — значит, это кому-нибудь нужно?».
Влітку 1915 року Ліля приїхала в Москву з Петрограда, щоб відвідати хворого батька. Тоді ж відбулося її знайомство з Маяковським, який приїхав у дім Каганів, щоб запросити Ельзу на прогулянку. Скороминуща зустріч з людиною, яка залицялася до молодшої сестри, не справила, за визнанням Лілі, на неї ніякого враження — швидше, додала приводів для занепокоєння: «півгодини Сиджу, сиджу годину, пішов дощ, а їх все немає… Батьки бояться футуристів, а особливо вночі, в лісі, удвох з дочкою». Через місяць поет і Ельза з'явилися в петроградській квартирі Бріків — там, під час першого читання поеми «Хмара у штанях», докорінним чином змінилася доля обох сестер: коли Маяковський вимовив: «Ви думаєте, це марить малярія? Це було, було в Одесі», — всі присутні відірвалися від своїх справ і до кінця не спускали очей з небаченого дива". За столом поет попросив у господині дому дозволу присвятити їй поему і зробив на першій сторінці напис: «Лілі Юріївні Брік».
|  | Пішла звичайна застільна розмова, але всі вже розуміли: сталося непоправне, незрозуміло ще, добре чи погане, але безсумнівно значне, можливо - велике. Це стосувалося поеми, зустрічі і всього, що відбувалося за вікнами і набуло раптово епічних рис. Оригінальний текст (рос.) Пошёл обычный застольный разговор, но все уже понимали: случилось непоправимое, неясно ещё, хорошее или дурное, но несомненно значительное, может быть — великое. Это касалось поэмы, встречи и всего, что происходило за окнами и приобрело внезапно эпические черты. |

Жоден з редакторів не погоджувався друкувати поему «Хмара в штанях», і Осип Брік (головна, на думку Дмитра Бикова, людина в творчій біографії Маяковського) видав поему за свій рахунок. Вона вийшла друком восени 1915 року тиражем 1050 примірників з відміткою «Тобі, Ліля». Маяковський, який вже не міг жити далеко від Лілі, оселився в Петрограді — спочатку в готелі, потім — на Надеждинській вулиці, неподалік від будинку, де жили Бріки.

### Петроградський період
У Петрограді життя Маяковського, звиклого до богемного існування, змінилося: за свідченням Миколи Асєєва, поет «почав влаштовувати чуже, здавалося б, гніздо… як своє власне». Він ввів у будинок Бріків своїх друзів-футуристів, але водночас став запозичувати елементи життя людей «іншого кола»: наприклад, за наполяганням Лілі позбавився від яскравого епатажного одягу — в його гардеробі з'явилися костюми, пальто і тростина. На цьому етапі Ліля стала головним персонажем творчості Володимировича Володимировича — їй він присвятив багато ліричних творів, зокрема видану на кошти Осипа Максимовича поему «Флейта-хребет». Як стверджувала Брік, спочатку вона любила і цінувала Маяковського тільки як поета, і їх особисті стосунки розвивалися важко:

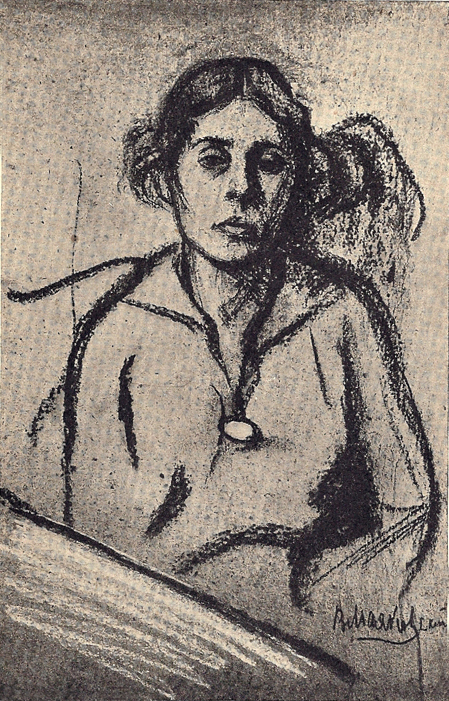
Ліля Брік. Малюнок В. В. Маяковського. 1916

|  | Володя не просто закохався в мене - він напав на мене, це був напад. Два з половиною роки не було у мене жодної вільної хвилини - буквально. Мене лякала його напористість, зріст, його громада, невгамовна, неприборкана пристрасть. Кохання його було безмірним. Оригінальний текст (рос.) Володя не просто влюбился в меня — он напал на меня, это было нападение. Два с половиной года не было у меня ни одной свободной минуты — буквально. Меня пугала его напористость, рост, его громада, неуёмная, необузданная страсть. Любовь его была безмерна. |

Деякі елементи біографії Брік втілилися у Маяковського в «лирические самоподвзводы» — так, дізнавшись, що напередодні першої шлюбної ночі Лілі і Осипа Максимовича Олена Юліївна Каган принесла в їхню квартиру ігристе вино і фрукти, поет написав вірш «До всього», у якому дослідники виявили майже «підліткову реакцію» на давні події і болісні ревнощі до минулого життя своєї коханої: "В грубом убийстве не пачкала рук ты. / Ты уронила только: «„В мягкой постели он, фрукты, вино на ладони ночного столика“./ Любовь! Только в моём воспалённом мозгу была ты!».
У грудні 1917 року Маяковський, у якого з'явилася можливість попрацювати в кінематографі, поїхав до Москви. Це була його перша тривала розлука з Брік. У листах, надісланих до Петрограда, він повідомляв: «Мені досить огидно. Сумую. Вболіваю. Злюся», «Напиши, будь ласка, я щодня встаю з тугою: „Що Ліля?“». У травні 1918 року Ліля Юріївна приїхала до Москви для участі в кінозйомках; до Петрограда вони повернулися разом. Спочатку Маяковський прописався в квартирі Бріків на вулиці Жуковського, потім всі троє переїхали в заміський будинок. Пізніше Ліля згадувала: «Тільки в 1918 році я могла з упевненістю сказати О. М. про нашу любов… ми Всі вирішили ніколи не розлучатися і прожили життя близькими друзями».
Сформований «троїстий союз» не був унікальним явищем у російській літературі: подібним же чином склалося життя у Івана Тургенєва і Поліни Віардо; Олександр Герцен називав учасників своєї сімейної «конфігурації» «чотирма зірочками, і як нас не розташуй, всі будемо блищати»; стосунки між Миколою Щелгуновим, його дружиною і поетом Михайлом Михайловим, який оселився в їхньому будинку сучасники сприймали як «дивний російський роман»; на певному етапі поняття «дивна сім'я» поширилося на Олександра Блока, Любов Менделєєву і Андрія Бєлого. Найбільш близькою для Бріків та Маяковського моделлю стала, за версією Дмитра Бикова, історія взаємин Миколи Некрасова з Авдотьєю Панаєвою, уваги якої поет домагався всіма способами, зокрема загрозою самогубства, і в підсумку зумів зробити її своєю однодумицею, яка долучилася до роботи в журналі «Современник».

### Життя в Москві

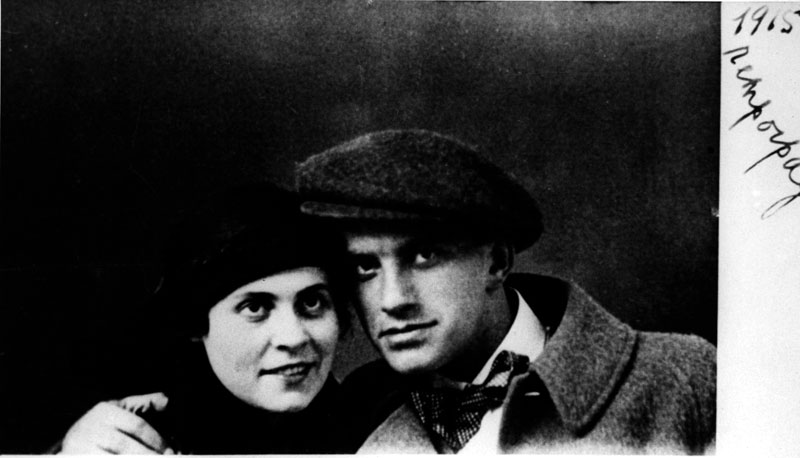
Володимир Маяковський і Ліля Брік. 1915

Навесні 1919 року Бріки і Маяковський повернулися до Москви. Про зняту ними неопалювану квартиру в Полуектовому провулку поет пізніше розповів в поемі «Добре!»: «Дванадцять квадратних аршин житла. / Четверо в приміщенні — Ліля, Ося, я і собака Щеник». Восени Маяковський влаштувався на службу в Російське телеграфне агентство (РОСТА) — поет малював плакати і складав до них сатиричні підписи. Ліля, розмальовуючи контури агітаційних гасел, виступала його помічницею.
Її діяльна участь у житті поета проявлялася і в тому, що в 1921 році, коли у Володимира Володимировича з'явилися деякі труднощі з виходом «Містерії-Буф» та поеми «150 000 000», Брік вирушила до Риги для пошуку видавців, готових випускати книги Маяковського і його друзів-футуристів. Для пропаганди творчості вона написала і опублікувала дві статті в газеті «Новий шлях» — друкованому органі повпредства РРФСР в Латвії.

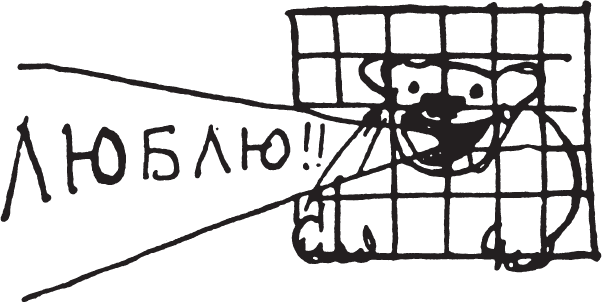
Малюнок з листа Маяковського до Лілі Брік із зазначеною датою «19 лютого 1923 року» та зворотною адресою «Москва, Редингська в'язниця»

Криза у стосунках настала взимку 1922 року. Ліля Юріївна запропонувала Маяковському розлучитися на два місяці, тому що їй здався нудним створений «старенький, старенький побуток». Розлука мала тривати до 28 лютого 1923 року, і Брік пережила її досить спокійно, тоді як для Маяковського розставання перетворилося на «добровільну каторгу»: він стояв біля будинку коханої, писав їй листи, передавав через Миколу Асєєва подарунки, зокрема символічні — наприклад, птаха у клітці. У листі до Ельзи Ліля повідомляла, що «він вдень і вночі ходить під моїми вікнами, ніде не буває і написав ліричну поему в 1300 рядків» — мова йшла про поему «Про це», що вийшла згодом з присвятою «Їй і мені». Коли заявлений Лілею «термін ув'язнення» закінчився, Брік і Маяковський зустрілися на вокзалі і сіли в поїзд, який направлявся в Петроград. У щоденнику, який поет вів під час вимушеного «ув'язнення», зберігся запис:
|  | Я кохаю, кохаю, незважаючи ні на що і завдяки всьому, кохав, кохаю і кохатиму, будеш ти грубою зі мною чи ласкавою, моєю чи чужою. Все одно кохаю. Амінь ... Кохання це життя, це головне. Від неї розгортаються і вірші і справи і все ін... Без тебе (не без тебе «у від'їзді», внутрішньо без тебе) я припиняюся. Це було завжди, це і зараз. Оригінальний текст (рос.) Я люблю, люблю, несмотря ни на что и благодаря всему, любил, люблю и буду любить, будешь ли ты груба со мной или ласкова, моя или чужая. Всё равно люблю. Аминь… Любовь это жизнь, это главное. От неё разворачиваются и стихи и дела и всё пр… Без тебя (не без тебя «в отъезде», внутренне без тебя) я прекращаюсь. Это было всегда, это и сейчас. |

### Участь у ЛЕФі

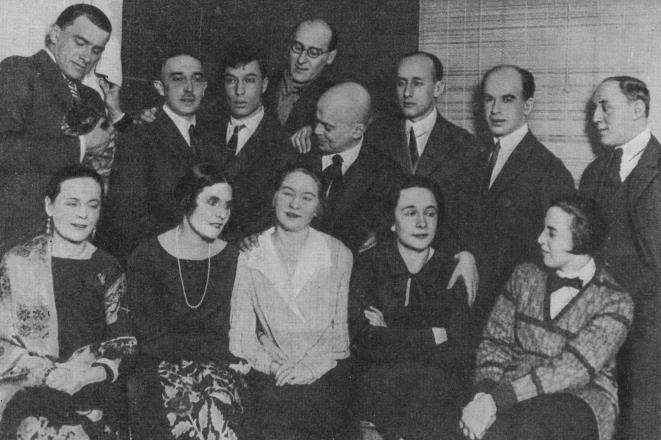
У верхньому ряду: Володимир Маяковський з подарунком Лілі — бульдогом Булькою, Осип Брік, Борис Пастернак, Сергій Третьяков, Віктор Шкловський, Лев Грінкруг, Осип Бескін і секретар ЛЕФу Петро Незнамов. Сидять: Ельза Тріоле, Ліля Брік, Раїса Кушнер, Олена Пастернак, Ольга Третьякова. 1925

Запропонована Лілею двомісячна перерва у стосунках розлучила Маяковського з коханою, але не з Осипом Максимовичем, який взимку 1922—1923 років майже щодня приїжджав до поета в його «кімнату-човник» в Лубянському проїзді (туди Володимир Володимирович перебрався із загальної квартири під час «добровільної каторги»), щоб обговорити і виробити концепцію нового творчого об'єднання літераторів. Керівником спільноти, що дістала назву «Лівий фронт мистецтва», став Маяковський, але реальним організатором і головним ідеологом ЛЕФу був, на думку дослідників, залишений в тіні Осип Брік. Він вміло направляв творчу енергію своїх близьких у потрібне русло, і тому в першому номері журналу «ЛЕФ» були опубліковані і написана «в ув'язненні» поема «Про це», і перекладена Лілею трагедія Карла Віттфогеля «Втікач».
Штаб-квартирами для ЛЕФу стали спочатку дача на Великій Оленячій вулиці, потім — отримана поетом чотирикімнатна квартира в Гендриковому провулку, на дверях якої висіла мідна табличка з написом «Брік. Маяковський». На лефовські «вівторки» зазвичай збиралося багато гостей, читали нові твори і бурхливо обговорювали зміст чергових випусків свого видання.
Журнал «ЛЕФ» увійшов в історію не лише публікацією мемуарів Дмитра Петровського, «Одеських оповідань» Ісаака Бабеля, статей про теорію літератури Осипа Бріка, Віктора Шкловського, Бориса Ейхенбаума, Сергія Третьякова, але й репутацією «сімейного підприємства». Іноді ця «сімейність» позначалася прямо (наприклад, в образі головної героїні повісті Осипа Максимовича «Непопутниця» обізнані читачі легко впізнали Лілю), іноді — побічно: передплатники з номера в номер знайомилися з хронікою побуту Бріків-Маяковського. Часом дискусії в штаб-квартирі переростали в конфлікти. Так, Ліля Юріївна через десятиліття згадувала про те, як у 1926 році під час одного з обговорень вона втрутилася в діалог про Пастернака та отримала відповідь від Віктора Шкловського: «Ти домашня господиня! Ти тут розливаєш чай». За однією з версій, Маяковський, який спостерігав за цією сценою, «стояв нерухомо, зі страдницьким виразом обличчя»; за іншою (яку відтворив літературознавець Бенедикт Сарнов з посиланням на Лілю Юріївну), «Володя вигнав Вітю з дому. І з ЛЕФу».

### Подорожі
У 1920-х роках Маяковський та Бріки здійснили чимало подорожей — як разом, так і поодинці. Влітку 1922 року Ліля вирушила до Берліна, потім відвідала в Англії Олену Юліївну Каган, яка працювала в радянському торгпредстві «Аркос». Втомившись від літературних дебатів, які майже безперервно тривали в їхній московській квартирі, Брік у листі перекладачці Ріті Райт відверто зізнавалася: «Страшенно рада, що тут немає футуристів». Восени в Німеччину прибули Осип Максимович і Маяковський; для Володимира Володимировича, який до цього лише одного разу побував з недовгим візитом у Ризі, відвідування Берліна стало першим великим закордонним виїздом. За спогадами Бориса Пастернака, він був «як маленька дитина збентежений, зворушений, і захоплений живою величезністю міста». Для Лілі, яка зустріла Бріка та Маяковського на вокзалі, поет щодня замовляв доставку великих букетів квітів; харчувалися вони в хороших ресторанах, а жили в «Курфюрстенготелі», що був у центральній частині міста. Ділова частина програми була пов'язана з участю у поетичних читаннях і дискусіях про сучасну літературу.
Через півроку всі троє знову вирушили в Німеччину — цього разу засобом пересування став обраний ними літак, що прямував за маршрутом «Москва — Кенігсберг». Цей політ — перший в їхньому житті — запам'ятався тим, що з валізи Маяковського (багаж доставлявся на окремому «аероплані») жандарми вилучили рукописи. Крім того, пасажирів у повітрі наздогнала гроза — про це поет розповів у рядках: «Ямы воздуха. С размаха ухаем. Рядом молния. Сощурился Ньюбо́льд. Гром мотора. В ухе и над ухом. Но не раздраженье. Не боль». Пізніше Бріки і Володимир Володимирович перемістилися на курорт Нордернай — як згадував Віктор Шкловський, який до них приєднався, «Маяковський грав з морем, як хлопчик».
1928 року, коли поет виїхав до Парижа, Ліля в одному з листів нагадала йому про автомобіль Renault, купівлю якого вони обговорювали протягом декількох місяців. Інструкції, які дала Брік, були чіткими: «1) запобіжники спереду і ззаду, 2) додатковий інжектор збоку, 3) електричну прочищалку для переднього скла, 4) ліхтарик позаду з написом „стоп“». Попри деякі труднощі з гонорарами, Маяковський виконав прохання Лілі — до Москви доставили чотиримісний чорно-сірий автомобіль. Брік згодом писала, що на той час вона була, мабуть, єдиною жителькою радянської столиці, яка сиділа за кермом: «Крім мене керувала машиною тільки дружина французького посла».

### Останні роки життя Маяковського

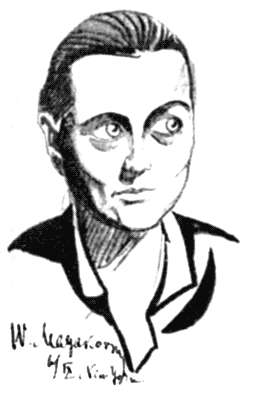
Еллі Джонс. Малюнок В. В. Маяковського

За твердженням Лілі Юріївни, за п'ять років до смерті Маяковського з їхніх стосунків з поетом була виключена інтимна складова. В одному з листів, адресованих Володимиру Володимировичу і датованих 1925 роком (за іншими даними — 1924-м), Брік помітила, що колишні почуття стали згасати: «Мені здається, що і ти вже кохаєш мене набагато менше і дуже мучитися не будеш». З певного моменту Осип Максимович у розмовах з їхніми спільними друзями також став згадувати про те, що «Володі потрібен власний дім». Однак всі спроби створити «своє гніздо» виявлялися невдалими: «Ліля… була жінкою Срібного століття і багато готова була терпіти… А нові жінки не терпіли ні цього напору, ні цих спалахів, і коли він вимагав, щоб вони тут же, зараз же пішли до нього, — вони, як Тетяна Яковлєва, вибирали віконта або, як Нора Полонська, їхали на репетицію п'єси „Наша молодість“».
Під час подорожі по Сполучених Штатів Маяковський познайомився з двадцятирічною емігранткою Єлизаветою Зіберт (Еллі Джонс); у червні 1926 року вона народила доньку, яку поет визнав своєю дитиною. Як припустив Бенгт Янгфельдт, молода жінка, яка народилася в уральському селі і пережила після революції чимало поневірянь, привернула поета незалежністю суджень і самостійністю у прийнятті рішень — він «бачив у Еллі другу Лілі». З дочкою, яку назвали Гелен, Маяковський бачився лише одного разу, це сталося в Ніцці, куди Еллі Джонс приїхала на відпочинок восени 1928 року. Зустріч, за даними дослідників, була короткою і «не дуже вдалою».
У травні 1926 року у поета почався роман з Наталією Брюханенко, яка працювала в одній з видавничих бібліотек. Їхні стосунки тривали близько двох років. Наприкінці серпня 1927 року Маяковський і Брюханенко разом подорожували по Криму, де у поета проходив гастрольний тур. За спогадами Наталії Олександрівни, під час залицянь Володимир Володимирович демонстрував розмах, що межує з «гігантоманією»: намагався придбати всі лотерейні квитки, що продаються в міському парку; дарував коханій величезні букети квітів, що не вміщались у звичайних вазах; підносив «усі духи Ялти». Розрив відбувся навесні 1928 року, коли, прийшовши провідати хворого Маяковського в Гендриковий провулок, Брюханенко почула: «Я люблю Лілю. До всіх інших я можу ставитися тільки добре або дуже добре, але любити я вже можу тільки на другому місці».
З Тетяною Яковлевою Маяковський познайомився у Франції через Ельзу Тріоле, яка характеризувала нову кохану поета як людину дуже активну: «В ній було молоде молодецтво, життєстверджувальність, що б'є через край, розмовляла вона, захлинаючись, плавала, грала в теніс, вела лік шанувальникам». Яковлєва виявилася чи не єдиною жінкою з оточення Володимира Володимировича, стосовно якої Брік відчула щось на зразок ревнощів: Лілю Юріївну зачепила «творча зрада» поета, який присвятив Тетяні Олексіївні два твори — «Лист товарищу Кострову з Парижа про сутність любові» і «Лист Тетяні Яковлєвій». При цьому Дмитро Биков засумнівався в тому, що за адресованими Яковлевій рядками «В поцелуе рук ли, губ ли, / в дрожи тела близких мне / красный цвет моих республик / тоже должен пламенеть» стоїть справжня пристрасть: «Ну от що це за любовне визнання? І яким чином у любовному тремтінні може полум'яніти колір республік?».
У грудні 1929 року Яковлєва стала дружиною французького віконта дю Плессі; до цього часу Маяковський вже захопився Веронікою Полонською. На момент знайомства Вероніці Полонській — дружині артиста Михайла Яншина — був двадцять один рік, і головною подією свого життя молода акторка вважала отримання ролі у мхатівській виставі «Наша молодість». У своїх спогадах Вероніка Вітольдівна зізнавалася, що зустрічі з поетом були частими, але побачення відбувалися здебільшого «на людях, оскільки чоловік почав підозрювати».
У лютому 1930 року Ліля Юріївна і Осип Максимович вирушили в поїздку по Європі. Останній великий лист, якого Маяковський відправив їм, датований 19 березня — поет розповідав про прем'єру вистави «Баня» в театрі Меєрхольда, повідомляв про повсякденні справи; в кінці стояло прохання: «Пишіть, рідні, і приїжджайте швидше». Ліля відправляла йому телеграми з різних міст — Берліна, Лондона, Амстердама, згадувала, що стривожена його мовчанням, навіть погрожувала: «Якщо не напишеш негайно — розсерджуся».
14 квітня Бріки, які поверталися додому, купили в столиці Нідерландів подарунки для Володимира Володимировича: сигари, краватки, бамбукову тростину. З Амстердама до Москви пішла листівка з текстом: «До чого здорово тут квіти ростуть! Справжні килимки — тюльпани, гіацинти, нарциси». Маяковський не прочитав послання: того ж дня він покінчив життя самогубством. Останньою людиною, що бачила Володимира Володимировича, була Вероніка Полонська: акторка поспішала на репетицію і не могла залишитися поетом, який перебував у напруженому стані: «Ледь вийшовши з кімнати, ще в коридорі, вона почула постріл. Маяковський лежав на підлозі, головою до дверей, розкинувши руки, і намагався підняти голову, „але очі були вже мертві“».

## Ліля Брік у поезії Маяковського
За словами Дмитра Бикова, якщо реальну Брік «придумав і виховав» Осип Максимович, то літературну Лілю «склав» Маяковський, — і вона, як людина гнучка і чутлива, «не пручалася двом своїм пігмаліонам». З 1915 року аж до зустрічі поета з Тетяною Яковлевою Ліля Юріївна залишалася головною героїнею всіх ліричних творів Володимира Володимировича; їй він присвятив всі поеми, написані до 1928 року. Так, невдовзі після знайомства з Бріками Маяковський написав «Флейту-позвоночник» — твір про трагічне кохання, в якому автор виплеснув свою щиру пристрасть за допомогою «палаючих метафор»: «Я душу над пропастью натянул канатом, / жонглируя словами, закачался над ней».
Складений 1916 року вірш «Лиличка!» («Вспомни — за этим окном впервые / руки твои, исступлённый, гладил»), у якому поет «коронував» кохану, літературний критик Юрій Карабчиївський назвав «найбільш справжнім зі всього, що написав Маяковський». Бенедикт Сарнов зізнавався, що при першому читанні цього твору він «прямо-таки фізично відчував, якою незвичайною, якою несхожою на все, що мені раніше доводилося читати і чути про кохання чоловіка до жінки, була любов Маяковського до його Лілі».
У виданій 1918 року поемі «Людина» «екзистенціальна тематика» наявна разом з побутовими подробицями, серед яких знову-таки вгадується присутність Лілі Юріївни: «Натяки на неї численні, від конкретної адреси — навіть номера квартири! — до перерахування творів Маяковського». На початку 1922 року Володимир Володимирович написав поему «Люблю» — це був період, коли стосунки з Брік здавалися цілком гармонійними, тому літературознавці характеризують твір як одне з найсвітліших творінь Маяковського: «Пришла — деловито, за рыком, за ростом, взглянув, разглядела просто мальчика. / Взяла, отобрала сердце и просто пошла играть — как девочка мячиком».

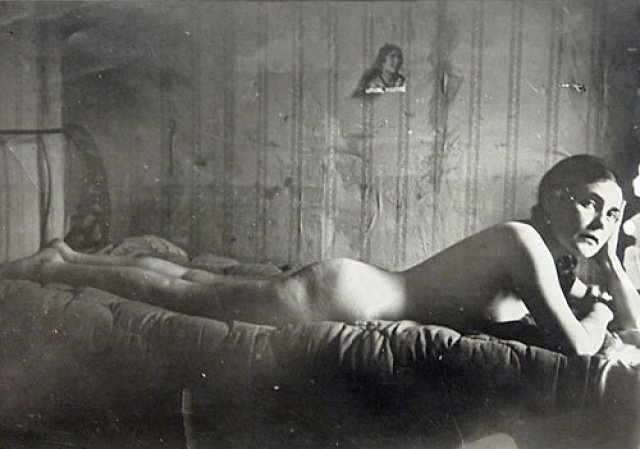
Ліля Брік. Фото Осипа Бріка

Задум поеми «Про це», що стала, на думку Дмитра Бикова, «і проривом, і найвищим його звершенням», почав складатися у Маяковського влітку 1922 року — в автобіографії «Я сам» Володимир Володимирович окреслив короткий план майбутнього твору словами: «Задумано: Про кохання. Величезна поема»; пізніше в пролозі поет показав, що ідея визрівала і довго не залишала його: «Ця тема ножем підступила до горла».
Проте безпосередня робота над твором почалася під час вимушеної розлуки з Лілею. Приступаючи до поеми, Маяковський зробив у щоденнику запис: «Тепер я відчуваю, що мене зовсім повіддирали від життя, що більше нічого і ніколи не буде. Життя без тебе немає». У чорнових начерках поеми фігурувало ім'я ліричної героїні — Ліля; у підсумковому варіанті з'явився займенник «вона»: «В постели она. Она лежит. / Он. На столе телефон. / „Он“ и „она“ баллада моя. / Не страшно нов я».
Розповідь про Лілю Юріївну включено і в жовтневу поему «Добре!», написану з нагоди 10-річчя революції: у творі присутні спогади про важку зиму 1919—1920 років, коли Бріки і Маяковський жили в холодному будинку в Полуектовому провулку, — через постійне недоїдання очі героїні «стиснула голоду пухлина», і автор-оповідач приніс їй як найдорожчий із дарів дві морквини: «Если я чего написал, если чего сказал — тому виной глаза-небеса, любимой моей глаза. Круглые да карие — горячие до гари».

## Кінематографічні досліди

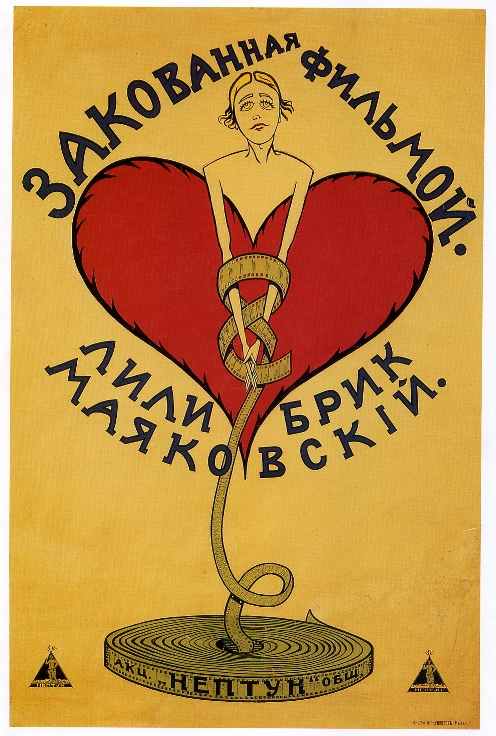
Рекламний плакат стрічки «Закута фільмою». 1918

У березні 1918 року, почавши зніматися у фільмі «Панночка і хуліган», Маяковський повідомив Лілі, яка перебувала в Петрограді: «Граю в кінемо. Сам написав сценарій. Роль головна». Брік у листі-відповіді попросила: «Милий Володенька, будь ласка, дитинко, напиши сценарій для нас з тобою». Вже через місяць газета «Світ екрану» сповістила читачів про придбаний студією «Нептун» новий сценарій поета, під назвою «Закута фільмою». В основу сюжету автор поклав історію зустрічі неприкаяного Художника і Балерини, яка зійшла з екрану; образи головних героїв створювалися з урахуванням акторської органіки майбутніх виконавців — Маяковського і Лілі Юріївни.
Стрічку відзняли досить швидко, Брік вела себе на майданчику невимушено і деколи навіть заспокоювала Володимира Володимировича. Однак екранна історія кохання до глядачів не дійшла через те, що під час пожежі в кінокомпанії плівка була знищена. Втім, завдяки Маяковському, який приносив додому з монтажної розрізнені зрізання, Лілі вдалося зберегти частину вихідних записів. Згодом вона передала ці фрагменти італійському поетові-авангардисту Джанні Тотті, який створив на їх основі повнометражну версію «Закутої фільмою».
У 1929 році Брік вже сама виступила в ролі творця картини: разом з режисером Віталієм Перловим вона не тільки написала сценарій документально-ігрового фільму «Скляне око», але й взяла участь у його виробництві як постановник. Стрічка являла собою пародію на «целулоїдні пристрасті», якими ряснів чорно-білий кінематограф того часу. Для участі у зйомках Ліля Юріївна запросила Вероніку Полонську, посприявши тим самим знайомству Маяковського з молодою актрисою Мхату, яку через рік поет включив у число членів його сім'ї.
Відразу після виходу «Скляного ока» Брік запропонувала «Межрабпомфильму» сценарій під заголовком «Кохання і обов'язок, або Кармен». У своїх спогадах Ліля Юріївна розповідала, що її новий задум дуже подобався Маяковському, який мріяв зіграти в черговий кінопародії роль апаша. Передбачалося, що до роботи підключаться друзі та близькі знайомі поета; учасники майбутньої картини готові були відмовитися від гонорару — їм був потрібен тільки знімальний павільйон. Однак проект виявився нереалізованим: члени Головного репертуарного комітету залишилися незадоволені тим, що автори фільму мають намір «протягом 1800 метрів одягати і роздягати, цілувати і душити, заарештовувати і звільняти, заколювати Кармен — і не в одному вигляді, а в цілих 4-х». Протокол засідання головреперткому завершувався вердиктом: «Сценарій категорично заборонити без права будь-яких переробок».
Напередодні 80-річчя Маяковського режисер Сергій Юткевич приступив до зйомок телевізійної стрічки «Маяковський і кіно», в якій планував зібрати фрагменти всіх кіноробіт поета, включаючи «Закуту фільмою». Ідея викликала протест з боку директора та парторга музею Маяковського, які звернулися до ЦК КПРС з проханням звернути увагу на картину, у якій «глашатай революції, повпред Ленінської партії в поезії… виступає в ролі хулігана і в ролі нудьгуючого художника»: «Головне, чого хоче С. Юткевич, — це показати радянському глядачеві, як „сідала на коліна“ Маяковському Л. Ю. Брік». В результаті робота над фільмом була припинена.

## Романи Лілі Брік
У юності Ліля неодноразово перечитувала роман Чернишевського «Що робити?» і вважала, що життєвий устрій його героїв, вільних від умовностей і таких «пережитків старого побуту», як ревнощі, має бути зразком для наслідування. У зрілі роки, відповідаючи на питання про любов, Брік повідомляла: «Я завжди любила одного. Одного Осю… одного Володю… одного Примакова… одного Ваську…». Художній критик Микола Пунін, який не приховував свого поклоніння перед Лілею Юріївною, називав її «найчарівнішою жінкою, яка багато знає про людське кохання та чуттєве кохання». Письменник Веніамін Каверін, який побачив Брік 1920 року в будинку Віктора Шкловського, розповідав про неї як про «чарівну, незвичайно красиву, милу жінку». У свою чергу, Шкловський говорив, що Ліля могла дозволити собі бути якою завгодно — «жіночною, примхливою, гордою, порожньою, непостійною, закоханою, розумною».
Одним з принципів, який Бріки і Маяковський спільно прийняли в 1918 році, було надання членам «родини» певної свободи: «Дні належать кожному на його розсуд, вночі всі збираються під спільним дахом». Тому Ліля не бачила ніякої драми в тому, що її роман з 42-річним партійним функціонером Олександром Краснощоковым розвивався у всіх на очах. Стосунки, які «вже обговорювала вся Москва», перервались арештом Краснощокова: його звинуватили у зловживаннях при проведенні фінансових операцій у тільки що створеному Промисловому банку. У вересні 1923 року Олександр Михайлович був арештований і поміщений в Лефортовську в'язницю. Його тринадцятирічну дочку Луеллу Брік забрала у свій будинок. Разом з дівчинкою вона носила Краснощокову передачі, а в листах Маяковському зізнавалася: «Не можу кинути А. М., поки він у в'язниці».
Краснощокова амністували в 1925 році, але повернення до колишніх взаємин вже не було: Брік захопилася кінорежисером Левом Кулєшовим. За словами Бенгта Янгфельдта, 28-річний Кулешов, який зняв до того часу такі фільми, як «Надзвичайні пригоди містера Веста в країні більшовиків» і «Промінь смерті», був настільки вражений Лілею, що присвячував їй мадригали. Влітку 1927 року закохані вирушили в подорож по Кавказу, відвідали Тифліс, побували в курортному селищі Махінджаурі. Далі їхній маршрут пролягав через Харків, на вокзалі якого на Лілю чекав Маяковський. Викинувши валізу у вікно, вона покинула вагон і разом з поетом поїхала в місцевий готель — там Володимир Володимирович упродовж ночі читав їй нові розділи жовтневої поеми «Добре!».
1929 року в житті Брік з'явився Юсуп Абдрахманов — партійний діяч з Киргизії. Перебуваючи у відрядженні в Москві, він з поетом-футуристом Борисом Кушнером прийшов у квартиру Бриків-Маяковського в Гендриковому провулку і був зачарований господинею дому. Влітку вони провели удвох кілька днів у Ленінграді і Павловську. Брік запросила його на свято на честь 20-річної творчої діяльності Маяковського. За спогадами гостей, «Юсуп не зводив захоплених очей з Лілі, яка була в напівголій сукні», яку їй привіз Володимир Володимирович з Парижа. Дослідники стверджували, що з усіх шанувальників Брік Юсуп Абдрахманов був найбільш загадковою людиною.

## Причетність до спецслужб
Чутки про можливу причетність Бріків до політичних спецслужб циркулювали у літературній спільноті, починаючи з 1920-х років. Так Бенгт Янгфельдт, який займався вивченням цієї теми, відтворив фразу Бориса Пастернака про те, що йому було «страшно» чути, як Ліля Юріївна говорила гостям салону: «Почекайте, скоро будемо вечеряти, як тільки Ося [прийде] з Чека» На дверях квартири Маяковського-Бриків упродовж деякого часу висіла епіграма, яку написав, як можна припустити, Сергій Єсенін: «Вы думаете, здесь живёт Брик, исследователь языка? / Здесь живёт шпик и следователь Чека». Письменниця Лідія Чуковська в книзі «Записки про Анну Ахматову» розповідала про те, як Анна Андріївна відгукувалася про гурток обраних осіб, що збиралися навколо Лілі: «Література була скасована, залишений був один салон Бріків, де письменники зустрічалися з чекістами».
В роки перебудови, коли почали відкриватися малодоступні архіви, публіцист Валентин Скорятин розмістив на сторінках «Журналіста» (1990, № 5) інформацію про знайдені в сховищах НКЗС матеріали, згідно з якими Осипу Максимовичу належало посвідчення ГПУ № 24541, а Лілі Юріївні — № 15073. Осип Брік, за даними дослідників, значився уповноваженим 7-го відділення секретного відділу з червня 1920-го по січень 1924 року і був звільнений «як дезертир» за ухилення від участі в чекістських операціях" (в архівах були знайдені підписані медиками численні довідки про звільнення його від служби). Ліля Юріївна отримала посвідчення 1922 року — як припустив Бенгт Янгфельдт, цей документ, зареєстрований за п'ять днів до від'їзду Брік в Англію, не був свідченням її діяльності в ГПУ: ймовірно, він був необхідний для прискорення процедури оформлення закордонного паспорта. Цієї ж версії дотримувався і публіцист Аркадій Ваксберг, який вважав, що в історії з отриманням посвідчення мова йде не про штатну роботу Лілі в органах держбезпеки, а про «правову базу» для отримання виїзних документів.
Втім, в оточенні Бріків та Маяковського було справді чимало чекістів. Свідченням того, що поет в ту пору дуже лояльно ставився до політичних спецслужб, є написані ним у 1920-х роках рядки «Солдаты Дзержинского нас берегут», «Бери врага, секретчики!», «Плюнем в лицо той белой слякоти, сюсюкающей о зверствах Чека», «ГПУ — это нашей диктатуры кулак сжатый». За спогадами художниці Єлизавети Лавинської, з певного моменту «на ЛЕФівських „вівторках“ стали з'являтися все нові люди — Агранов з дружиною, Волович, ще кілька елегантних юнаків незрозумілих професій». Начальника особливого відділу ОДПУ Агранова, який прийшов у салон, представив присутнім сам Маяковський, який повідомив, що Яків Саулович займається «в органах держбезпеки питаннями літератури».
Ставши постійним відвідувачем салону Лілі Брік, Агранов увійшов у коло близьких знайомих Маяковського (за деякими даними, Володимир Володимирович називав чекіста «Янечка» і «Аграныч»), а після смерті поета брав найактивнішу участь в організації його похорону — у некролозі, підписаному «групою товаришів», прізвище Якова Сауловича стояло першим. Чутки пов'язували господиню салону та її впливового гостя «особливими стосунками» — наприклад, Майя Плісецька писала, що Ліля Брік «була коханкою чекіста Агранова, заступника Ягоди». Цю інформацію спростував письменник Василь Катанян — у своїй книзі спогадів він навів слова Лілі Юріївни щодо її роману з комісаром держбезпеки:
|  | Я не чула, щоб наші імена якось пов'язували. Це з'явилося пізніше, коли Агранова розстріляли. Але взагалі варто було мені привітно поговорити з чоловіком або, навпаки, відкинути його, як одразу ж з'являвся твір на тему «Ліля Брік і NN» і йшов по місту, обростаючи подробицями. Оригінальний текст (рос.) Я не слышала, чтобы наши имена как-то связывали. Это появилось позже, когда Агранова расстреляли. Но вообще стоило мне приветливо поговорить с мужчиной или, наоборот, отринуть его, как тут же появлялось сочинение на тему «Лиля Брик и NN» и шло по городу, обрастая подробностями. |

## Після смерті Маяковського

### Спадкові питання

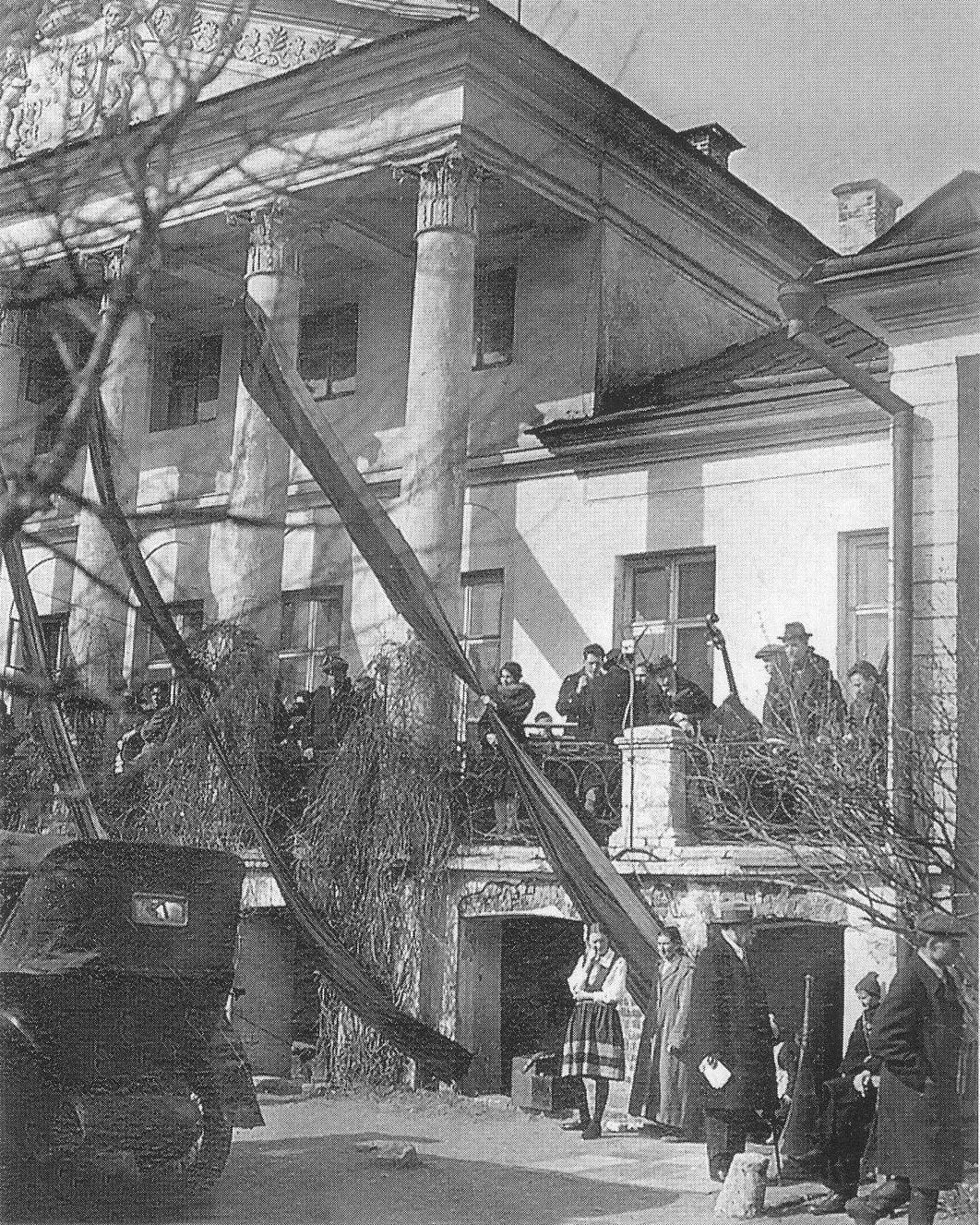
Письменницький клуб у день похорону Маяковського. 17 квітня 1930 року

Звістка про смерть Маяковського застала Лілю Юріївну та Осипа Максимовича в Берліні — у квітні 1930 року, повертаючись у СРСР, вони зупинилися в готелі, швейцар якого передав подружжю телеграму з текстом «Сьогодні вранці Володя покінчив з собою». Бріки негайно звернулися в радянське повпредство, де їм допомогли з прискореним оформленням віз; Ліля зв'язалася по телефону з Яковом Аграновим, який відправив телеграму, і попросила, щоб похорони поета відклали до їхнього приїзду в Москву. 17 квітня Бріки прибули в радянську столицю і прямо з Брянського вокзалу вирушили на вулицю Воровського, у прибраний траурними стрічками клуб письменників. Як згадувала їхня близька знайома Луелла Краснощокова, «Лілі за кілька днів так змінилася», що її важко було впізнати. Олександра Олексіївна, мати Маяковського, за свідченням Василя Абгаровича Катаняна, зустріла Лілю словами: «За вас цього не сталося б».
Разом з натовпом москвичів (за вантажівкою з труною рухалося, за словами Юрія Олеші, близько шістдесяти тисяч осіб) Осип Максимович і Ліля Юріївна дійшли до Донського монастиря. Перед воротами крематорію виникла тиснява, під час якої кінний міліціонер почав голосно вимовляти прізвище «Брік»: «Виявляється, Олександра Олексіївна не хотіла попрощатися з сином і допустити кремації без Лілі Юріївни».
Через кілька днів після похорону Лілю Юріївну викликали в прокуратуру, де їй, судячи з залишеної розписки, віддали «виявлені в кімнаті В. В. Маяковського гроші в сумі 2113 крб. 82 коп. і 2 зол. кільця». Потім настав час розбору документів і фотографій, які були в кімнаті, де поет застрелився, а також вирішення спадкових питань. Перед смертю Володимир Володимирович залишив записку, в якій вказав, що його сім'я — це «Ліля Брік, мама, сестри і Вероніка Вітольдівна Полонська»; крім того, в тексті містилося прохання віддати розпочаті вірші Брікам — «вони розберуться».
Місяць по тому в ЦВК і наркомат освіти РРФСР (на ім'я керівника відомства Андрія Бубнова) надійшли три звернення за підписом Василя Катаняна і Миколи Асєєва. У перших двох листах літератори просили закріпити права на творчу спадщину поета «за його сім'єю, що складається з дружини його Лілі Юріївни Брік, матері Олександри Олексіївни і сестер». У третьому коротко вказувалося, що Асєєв та Катанян діють «за згодою дружини, матері і сестер покійного В. В. Маяковського». Відтворюючи зміст цих звернень, літературознавець Анатолій Валюженич звернув увагу на те, що Вероніка Полонська у них взагалі не згадується, тоді як Ліля Юріївна названа дружиною Володимира Володимировича:
|  | Такою вважав її і Й. Сталін, коли в 1937 році написав на списку «дружин зрадників батьківщини», які підлягали арешту: «Не будемо чіпати дружину Маяковського». Оригінальний текст (рос.) Таковой считал её и И. Сталин, когда в 1937 году написал на списке подлежащих аресту «жён изменников родины»: «Не будем трогать жену Маяковского». |

Наприкінці червня 1930 року газета «Известия» надрукувала постанову РНК РРФСР «Про увічнення пам'яті тов. Вол. Вол. Маяковського». Згідно з документом, Державне видавництво РРФСР мало випустити «під наглядом Лілі Юріївни Брік» повне зібрання творів поета. Права на літературний спадок Маяковського були розділені між Лілею (одна половина) і його матір'ю і сестрами (друга половина). Крім цього, вийшло окреме розпорядження уряду щодо житлового питання.

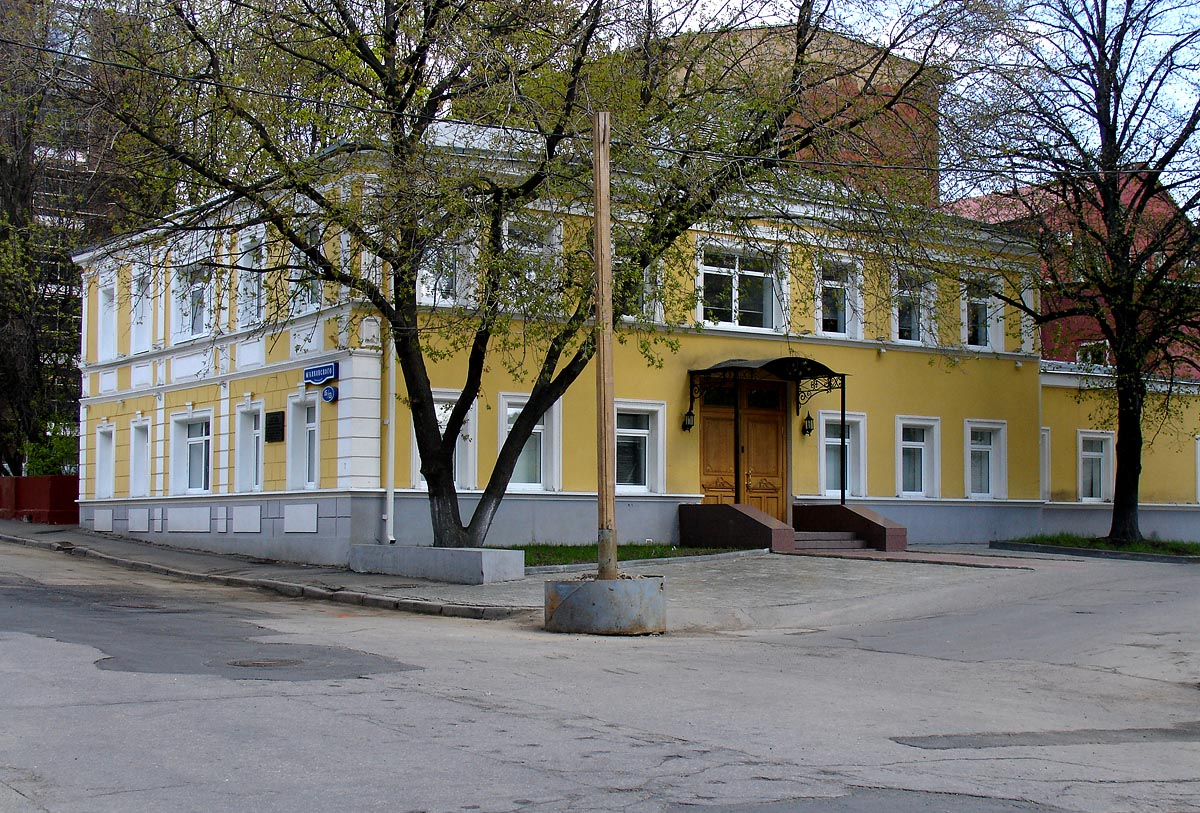
Будинок Маяковського в Гендриковому провулку

За п'ять років до смерті Маяковського держава виділила йому чотирикімнатну квартиру в Гендриковому провулку, 13/15. Отримавши ордер, поет звернувся в житлове товариство з проханням прописати і заселити в його квартирі Лілю Юріївну та Осипа Максимовича. Прохання було задоволено: кожен з мешканців квартири отримав у своє розпорядження невелику кімнату; четверта, яка перебувала поруч зі спальнею Володимира Володимировича, виконувала роль вітальні та їдальні. Після смерті поета квартира деякий час зберігалася за Бріками.
Крім того, Маяковський за кілька місяців до самогубства вступив у житловий кооператив та встиг зробити перший внесок. Надалі всі виплати здійснювали Бріки; після завершення будівництва трикімнатна квартира в Спасопісковському провулку була записана на Лілю Юріївну. Вирішилось питання і з 12-метровою кімнатою Маяковського, розташованою в Лубянському проїзді, — вона була затісною для постійного проживання, і поет використовував її як робочий кабінет. У червні 1930 року Московський облвиконком видав документ, згідно з яким ця кімната «закріплюється за гр-кою Брік Л. Ю.».

### Увічнення пам'яті Маяковського. Листи Сталіну
До підготовки повного зібрання творів Маяковського Ліля Юріївна приступила з ентузіазмом. Як головна редакторка вона не лише працювала над змістом кожного тому, але й контролювала оформлення: зокрема, запропонувала розмістити на форзацах монограму W і M — цей графічний символ, придуманий нею в перші місяці знайомства з поетом, був вигравіруваний на подарованій Маяковському «обручці». Щоб додати виданню вагомості, Ліля в січні 1931 року звернулася до Сталіна з листом, у якому нагадала, що той був у Большому театрі коли Маяковський читав поему «Ленін»: «Звертаємося до Вас з проханням написати кілька слів про Ваше враження». Ніяких відгуків з Кремля на це прохання не було.
Іншим важливим напрямком роботи Ліля вважала створення бібліотеки-музею Маяковського в Гендриковому провулку. 1933 року вона підключила до ініціативи друзів — Василя Катаняна, Миколу Асєєва, Семена Кірсанова, які направили в Замоскворіцьку райраду листа з детальним планом майбутньої установи. Квартира, в якій жили Маяковський та Бріки, згідно з цим проектом, повинна бути відновлена в колишньому вигляді"; у будинку передбачалося відкрити бібліотеку і гуртки для літературної творчості, а на веранді у дворі — літню читальню.
Робота за всіма напрямками рухалася повільно, і в листопаді 1935 року Ліля Юріївна підготувала друге звернення до Сталіна. У листі до генерального секретаря Брік повідомила, що як зберігачка архіву, чернеток, рукописів та особистих речей Володимира Володимировича, вона робить все, щоб «зростальний інтерес до Маяковського був хоч трохи задоволений». Далі йшов перелік основних проблем, з якими їй довелося зіткнутися: за неповні шість років від дня смерті поета вдалося випустити лише половину томів з його академічного зібрання творів; підготовлений до видання однотомник віршів і поем навіть не набраний; книги для дітей не виходять зовсім; московська влада відмовилася виділити кошти для організації бібліотеки в Гендриковому провулку. Лист закінчувався словами: «Я одна не можу подолати ці бюрократичні незацікавленість і опір».
Сталін відреагував на звернення досить оперативно: прямо на першій сторінці листа він залишив розпорядження: «Тов. Єжов! Дуже прошу вас звернути увагу на лист Брік. Маяковський був і залишається найкращим і найталановитішим поетом нашої радянської епохи». Пізніше Ліля розповідала, що вже через два дні пролунав дзвінок з Кремля, потім відбулася її зустріч з партійним діячем Єжовим, який був «абсолютно обурений, сказав, що він дуже любить Володю, що часто його читає». Під час розмови в кабінеті з'явився редактор «Известий» Борис Таль, який записував «усе, що потрібно зробити і видати».
Вже до грудня Таль підготував великий план, що передбачав прискорене видання книг поета масовими тиражами, організацію будинку-музею Маяковського, перейменування Тріумфальної площі на площу Маяковського, випуск портретів Володимира Володимировича, включення його творів у шкільні програми. Канонізація поета відбувалася настільки активно, що Борис Пастернак згодом помітив: «Маяковського стали вводити примусово, як картоплю за Катерини». Ліля Брік знала про цю фразу Пастернака і загалом була згодна з ним:
|  | Лист мій допоміг, хоча ... За звичаями того часу Маяковського почали подавати тенденційно, однобічно, кастрували його. Похвала Сталіна викликала купу фальшивих книг про нього. І цього куцого Маяковського «насильно впроваджували» - в цьому Пастернак правий. Оригінальний текст (рос.) Письмо мое помогло, хотя… По обычаям того времени Маяковского начали подавать тенденциозно, однобоко, кастрировали его. Похвала Сталина вызвала кучу фальшивых книг о нём. И этого куцего Маяковского «насильственно внедряли» — в этом Пастернак прав. |

## Другий шлюб. Віталій Примаков

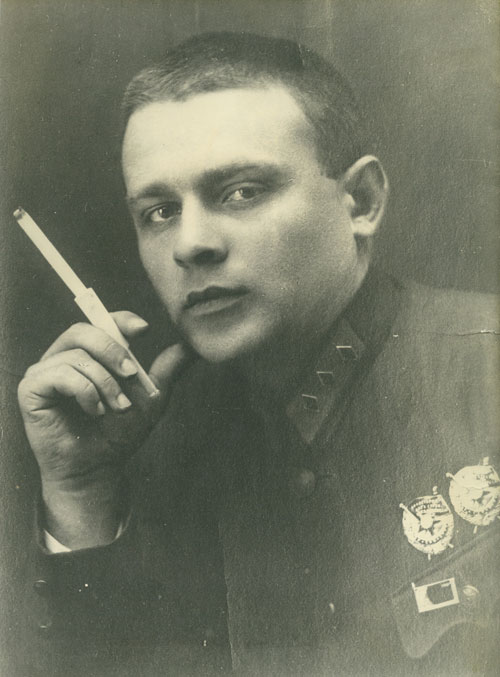
Віталій Примаков

Про історію знайомства Лілі Юріївни з воєначальником Віталієм Примаковим існують різні версії. Одну з них виклав син Василя Абгаровича Катаняна — Василь Васильович: за його даними, Брік вперше зустріла Примакова на початку 1920-х років на поетичному вечорі. Звістка про смерть Маяковського застала Віталія Марковича в Токіо, і після повернення до Москви він став навідуватися в її будинок. Інша легенда, відтворена публіцистом Аркадієм Ваксбергом у книзі «Ліля Брік. Життя і доля», свідчить, що їхні стосунки почалися у 1930 році біля театру, коли Ліля Юріївна, відчувши інтерес до себе з боку чемного військового, «ніби то сказала прямо: „Знайомитися найкраще в ліжку“». Восени 1930 року Примаков вже жив з Бріками в Гендриковому провулку.
|             | Ми прожили з ним шість років, він одразу увійшов у наше письменницьке середовище... Примаков був гарний - ясні сірі очі, білозуба посмішка. Сильний, спортивний, чудовий кавалерист, відмінний ковзаняр. Він був високоосвічений, добре володів англійською, блискучий оратор, добрий і чуйний. Оригінальний текст (рос.) Мы прожили с ним шесть лет, он сразу вошёл в нашу писательскую среду… Примаков был красив — ясные серые глаза, белозубая улыбка. Сильный, спортивный, великолепный кавалерист, отличный конькобежец. Он был высокообразован, хорошо владел английским, блестящий оратор, добр и отзывчив. |
| — Ліля Брік | |

Життя Лілі Юріївни з Примаковим було наповнене майже безперервними переїздами. Так, у грудні 1930 року подружжя відбуло в Свердловськ. Про своє перебування на Уралі Брік розповідала в численних листах, адресованих Осипу Максимовичу: «Грію воду на примусі і миюся в гумовому тазу. Сам розумієш, що не про це я мріяла». Потім Віталій Маркович вирушив на літні маневри Приволзького військового округу, і Ліля, яка вирушила за чоловіком до Казані, повідомила Бріку, що живуть вони в невеликому фанерному будинку з польовим телефоном і електрикою. Серед їх маршрутів — Ростов, Кисловодськ, Берлін, Гамбург. Ліля увійшла в коло сімей військовослужбовців, у неї склалися хороші стосунки з Ієронімом Уборевичем і Михайлом Тухачевським, який зізнався при знайомстві, що в ранній молодості він цікавився футуризмом і творчістю Маяковського.
Навесні 1935 року Примаков став заступником командувача військами Ленінградського військового округу. У місті на Неві він отримав службове житло за адресою: вулиця Рилєєва, 11. Через деякий час у цю квартиру переїхали з Москви Осип Брік з Євгенією Гаврилівной Соколовою — дружиною кінорежисера Віталія Жемчужного. Подібне життєве влаштування викликало подив у багатьох їхніх сучасників — наприклад, кінорежисер Каміль Ярматов, який побував на запрошення Осипа Максимовича в будинку Бріків-Примакових і застав там «пов'язану взаємними симпатіями компанію», писав: «Ніяк це в моєму розумінні не вкладалося! Я відчував себе безнадійно відсталим від новітніх досягнень на сімейному фронті».
У серпні 1936 року Примакова заарештували на дачі під Ленінградом. У заміському будинку і в квартирі на вулиці Рилєєва пройшли обшуки, після яких Віталія Марковича перевезли до Москви і помістили в Лефортовську тюрму. 11 червня 1937 року суд засудив його до розстрілу. Арешти «ворогів народу» і членів їхніх сімей тривали, і Осип Максимович запропонував близьким тимчасово залишити Москву. На початку вересня він разом з Євгенією Соколовою виїхав в Коктебель, а Ліля з Василем Катаняном подалася в Ялту. Звідти вона писала Бріку, що їй вдалося заселитися у великій кімнаті з краєвидом моря: «Вася абсолютно уважний — у себе тільки снідає, а решту часу зі мною, і троянд у мене сила-силенна».
За спогадами сина Василя Абгаровича, в 1957 році Ліля Юріївна відчула сильне потрясіння, отримавши довідку про перегляд справи репресованого чоловіка, — документ свідчив, що «Примаков В. М. реабілітований посмертно». Водночас пасинок Примакова — Юрій Віталійович — згодом писав, що «Л. Ю. була єдиною людиною з тих, хто добре знав Віталія Марковича і хто пальцем не поворухнув, щоб допомогти його реабілітації, відновленню історичної правди про нього». Сама Брік пізніше зізнавалася:
|             | Я не можу собі пробачити, що були моменти, коли я схильна була повірити у те, що Віталій винний. До нас приходили його співробітники, військові, той же Уборевич... І я могла подумати - чому ні? - що й справді могла бути змова, якась висока інтрига... І я не можу пробачити собі цих думок. Оригінальний текст (рос.) Я не могу себе простить, что были моменты, когда я склонна была поверить в виновность Виталия. К нам приходили его сотрудники, военные, тот же Уборевич… И я могла подумать — почему нет? — что и вправду мог быть заговор, какая-нибудь высокая интрига… И я не могу простить себе этих мыслей. |
| — Ліля Брік | |

## Третій шлюб. Василь Катанян
З Василем Абгаровичем Катаняном Ліля Брік прожила чотири десятиліття. Їхній роман почався восени 1937 року і ускладнювався тим, що у її нового обранця була сім'я. Дружина Катаняна — співачка і журналістка Галина Катанян-Клепацька — з 1920-х років спілкувалася з Маяковським і Бріками; з Лілею її пов'язували теплі стосунки. У своїй книзі спогадів «Азорські острови» Галина Дмитрівна описувала момент знайомства з супутницею Маяковського так: «Перше враження від Лілі — так адже вона некрасива: велика голова, сутулиться… Але вона посміхнулася мені, все її обличчя спалахнуло й засвітилося, і я побачила перед собою красуню — величезні горіхові очі, чудової форми рот, мигдалеві зуби… В ній була краса, яка притягувала з першого погляду». Ініціатором розлучення стала Галина Катанян, яка не побажала, щоб чоловік, згідно зі сповідуваною Бріками «ідеологією егоїзму і нігілізму в особистих стосунках», жив на два доми.
Якщо в попередньому шлюбі в коло спілкування Лілі Юріївни входили переважно військовослужбовці, то, ставши дружиною Катаняна, вона знову почала організовувати зустрічі з представниками літературного співтовариства, — йдеться насамперед про молодих поетів Давида Самойлова, Сергія Наровчатова, Михайла Кульчицького, Павла Когана, Миколу Глазкова. Студенти ІФЛІ та інших московських вузів, які збиралися в її квартирі, читали вірші, дискутували, ділилися планами; Брік окремо вирізняла серед них Кульчицького та Глазкова, вбачаючи в їхній творчості бунтівливість раннього Маяковського. Після одного з поетичних вечорів, влаштованого Лілею Юріївною, Михайло Кульчицький розповів у листі батькам не тільки про щедрість господарів («Був чай з сирним пирогом, сардини, котлети, паштет і бутель горілки на апельсинових кірках»), але й про те, що в їхньому будинку «від віршів у будь-якій кількості не втомлюються».
Квартира Брік-Катаняна була оформлена відповідно до смаку Лілі Юріївни, в якій, як писав син Василя Абгаровича, «поєднувалися буржуазність і соціалістичні погляди». На стінах виконані в традиціях кубізму портрети Маяковського сусідили з африканськими народними картинками; вона любила розшиті килимки, старовинний керамічний посуд, фікуси, могла з клаптиків зшити «сільську» фіранку для вікна. У кімнаті Лілі стояв верстат для ліплення з глини, за яким вона проводила чимало часу; її скульптурні роботи були виконані на аматорському рівні, хоча одна з них, зроблена під керівництвом Натана Альтмана, пізніше потрапила в музей Луї Арагона. Коли з ужитку вийшли гасові лампи, Брік почала їх колекціонувати; незабаром, за свідченням Василя Катаняна-молодшого, серед її знайомих виникла мода на такі світильники.

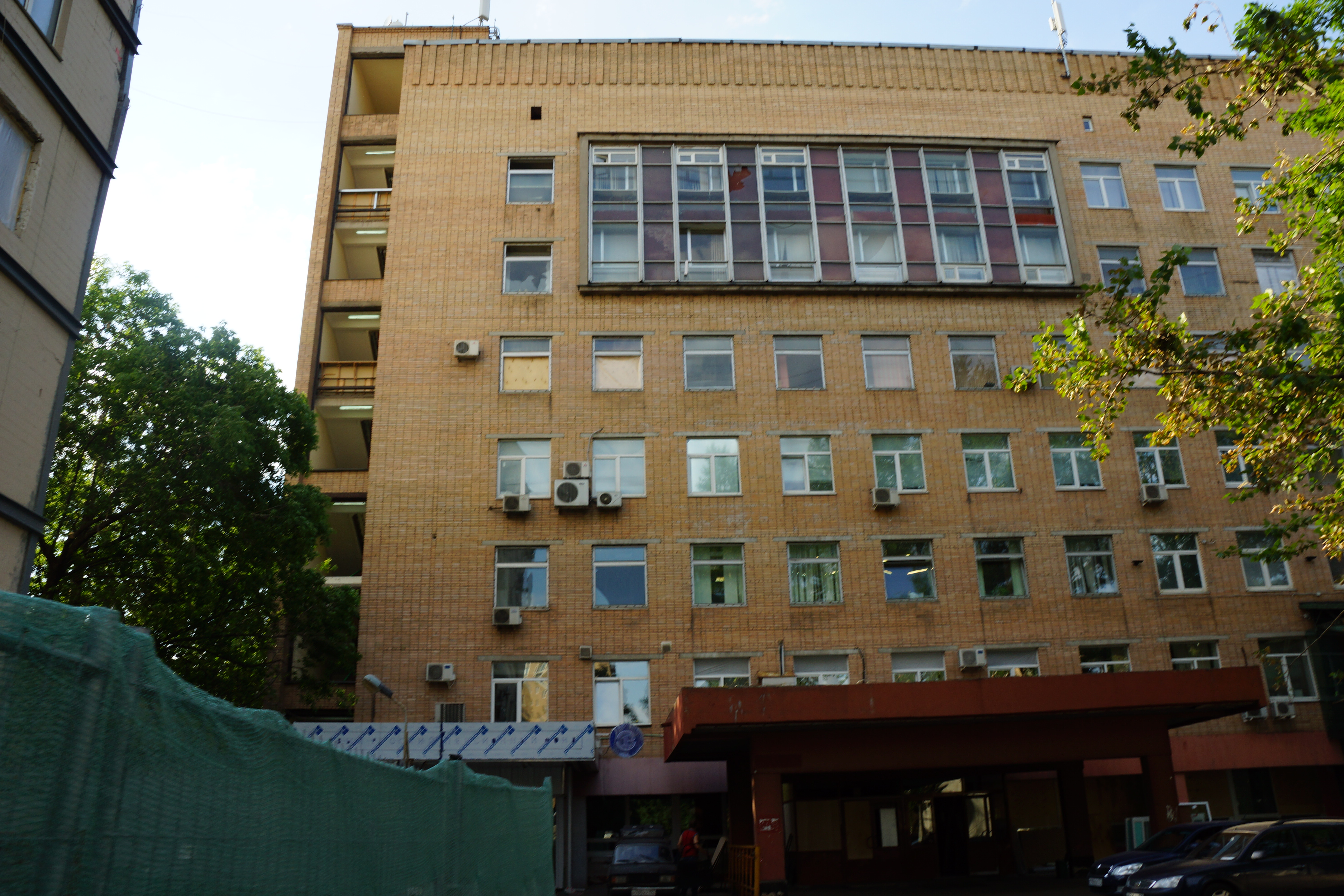
Москва, Кутузовський проспект, 12

1958 року Брік і Катанян переїхали в нову квартиру на Кутузовському проспекті, 12. Упродовж кількох років їхніми сусідами по будинку були Майя Плісецька та Родіон Щедрін. Як згадувала Майя Михайлівна, Щедрін і Василь Абгарович були об'єднані спільними творчими проектами, а з Лілею, яка в молодості брала уроки хореографії, її зблизила любов до балету:
|  | У Бриків завжди було захопливо цікаво. Це був художній салон, яких у Росії до революції було чимало. Але більшовики, які жорстко розправилися з усіма «інтелігентськими штучками», повідправляли російських «салонників» до праотців... До кінця п'ятдесятих, думаю, це був єдиний салон у Москві. Оригінальний текст (рос.) У Бриков всегда было захватывающе интересно. Это был художественный салон, каких в России до революции было немало. Но большевики, жёстко расправившиеся со всеми «интеллигентскими штучками», поотправляли российских «салонщиков» к праотцам… К концу пятидесятых, думаю, это был единственный салон в Москве. |

## Воєнні роки. Смерть Осипа Бріка
У липні 1941 року Бріки, Василь Катанян і Євгенія Соколова почали підготовку до евакуації. Рукописи, малюнки та особисті речі Володимира Володимировича, які були у квартирі в Спасопісковському провулку, були передані на тимчасове зберігання в музей Маяковського. Щоб формалізувати присутність у «родині» Євгенії Гаврилівни, Осип Максимович підписав трудову угоду, за якою Соколовій було доручено виконувати обов'язки його літературної секретарки, — цей договір був потрібний для отримання евакуаційних документів. У серпні вони вчотирьох прибули в Молотов і розмістилися в приміському селищі Верхня Кур'я. У листах родичам Ліля Юріївна повідомляла, що їм виділено дві невеликі кімнати в сусідніх будинках, Осип Брік і Катанян влаштувалися працювати в обласну газету «Зірка», питання з харчуванням вирішилося: «Господарі дають нам молоко, мед і яйця».
Восени досить скромно відзначили 50-річний ювілей Лілі Юріївни: Осип Максимович присвятив їй новий вірш, Василь Абгарович подарував «машинописний пейзаж», Євгенія Гаврилівна вручила шматок шоколадної плитки. Серед подій, про які Ліля згадувала в листах того часу, було висунення на Сталінську премію книги Катаняна «Літературна біографія Маяковського у фактах і датах», а також здача до друку складеного нею дитячого оповідання «Щен» , — так іноді підписувався Маяковський, зображуючи себе у вигляді маленького щеняти.

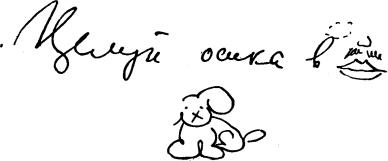
Малюнок Маяковського з листа, адресованого Лілі Брік. Серпень 1927 року

Невдовзі оповідання привернуло увагу начальника управління пропаганди і агітації ЦК ВКП(б) Георгія Александрова, який обурився тим, що «песик порівнюється з Маяковським». У прийнятій навесні 1943 року постанові ЦК ВКП(б) «Про роботу Молотовського обласного видавництва» вказувалося, що підприємство «розбазарює папір», випускаючи такі твори, як «вульгарні розповіді Брік». Через десятиліття негативний відгук на «Щена» пролунав і зі сторінок книги Юрія Карабчієвського «Воскресіння Маяковського», який звернув увагу на те, що в 1920-х роках герої оповідання через холод жили втрьох у одній маленькій кімнаті, і задав питання, як можуть сприйняти діти «це потрійне проживання».
У листопаді 1942 року Ліля Юріївна та Василь Абгарович повернулися до Москви — «в розорену квартиру з вибитими вікнами». Там їх відвідав Михайло Кульчицький, який вирушав на фронт. Він прочитав написаний напередодні вірш «Мечтатель, фантазёр, лентяй-завистник! / Что? Пули в каску безопасней капель?» і залишив на аркуші посвяту: «Л. Ю. Брік, яка мене відкрила». Через місяць поет-іфліець загинув. Наступне потрясіння чекало Лілю в лютому 1945 року, коли раптово помер Осип Максимович. Смерть наздогнала Бріка під час повернення зі сценарної студії додому. Некролог, поміщений в багатотиражній газеті «Тассовец», підписали кілька десятків осіб; на панахиду, яка проходила в Літературному інституті, прибули Всеволод Пудовкін, Сергій Юткевич, Віктор Шкловський, Самуїл Маршак. У листах сестрі Ельзі Тріоле Ліля, яка, за свідченням Луелли Краснощокової, кілька днів нічого не їла", зізнавалася:
|  | Для мене це не те, що померла людина кохана, близька, коли буває важко, нестерпно, а просто - разом з Осьою померла і я... У мене немає жодного спогаду - без Осі. До нього нічого не було. Виявилося, що з ним у мене пов'язане рішуче все, кожна дрібниця. Втім, не виявилося, а я і завжди це знала і казала йому про це кожного дня: «Варто жити через те, що ти є на світі». - А тепер як же мені бути? Оригінальний текст (рос.) Для меня это не то, что умер человек любимый, близкий, когда бывает тяжело, непереносимо, а просто — вместе с Осей умерла и я… У меня нет ни одного воспоминания — без Оси. До него ничего не было. Оказалось, что с ним у меня связано решительно все, каждая мелочь. Впрочем, не оказалось, а я и всегда это знала и говорила ему об этом каждый день: «Стоит жить оттого, что ты есть на свете». — А теперь как же мне быть?. |

Свідченням того, що біль від втрати не притуплялась досить довго, є щоденниковий запис Фаїни Раневської, яка в 1948 році розповідала про зустріч з Лілею Брік, яка прийшла до акторки з томиком вибраних творів Маяковського та аматорською фотографією поета. За словами Раневської, під час розмови Ліля Юріївна зізналася, що відмовилася б від усього, що було в її житті, навіть від Маяковського, щоб повернути Осипа Максимовича: «Мені треба було бути тільки з Осьою».

## Ліля Брік і Ельза Тріоле

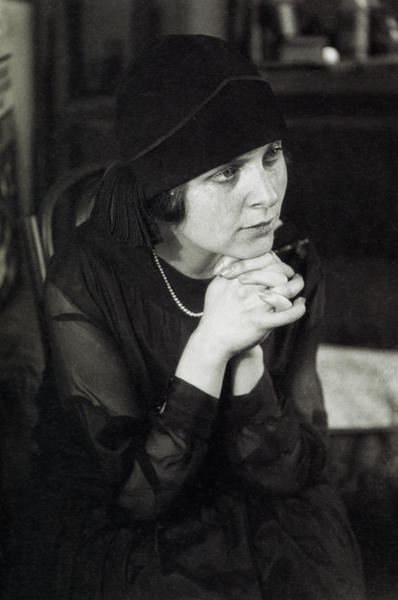
Ельза Тріоле. 1925

В одному з листів до сестри Ліля Юріївна зауважила: «Історія дала нам по поетові». Ельза Каган, прихильності якої домагалися Василь Каменський, Роман Якобсон, Віктор Шкловський, 1918 року стала дружиною офіцера Андре Тріоле і поїхала в Париж. Коли у французьку столицю прибув Маяковський, вона супроводжувала поета як екскурсовод і перекладачка. Завдяки Володимиру Володимировичу Ельза Тріоле познайомилася з молодим лідером руху сюрреалістів Луї Арагоном, який став її другим чоловіком. Разом вони прожили понад сорок років. Адресований дружині вірш Арагона «Мне будет маяком сиять в морских пустынях / Твой, Эльза, дивный взор, твои, мой друг, глаза») дослідники порівнювали зі зверненням Маяковського до Лілі Брік: «Надо мною, кроме твоего взгляда, / Не властно лезвие ни одного ножа».
Сестри, попри відстань, яка їх розділяла, були надзвичайно близькими: вони постійно обмінювалися листами, відправляли одна одній посилки з книгами і журналами, ділилися новинами, обговорювали плани. Ельза переклала на французьку мову низку творів Маяковського, Шкловського, Чехова, Хлєбникова, Цвєтаєвої; вона ж склала «Антологію російської поезії», до якої включила сотні віршів — від Ломоносова до Белли Ахмадуліної — з короткими життєписами авторів.
Листи Ельзи свідчили про її повну заглибленість у радянське літературно-театральне життя: «Сподіваюся, що моя стаття в „Літгазеті“ вийшла» (1959), «Дорогі Ліля, Вася, отримала ваш лист і два сєверянинських вірші» (1962), «Що за вистава про Маяковського на Таганці? Дякуємо за 4-й том Ейзенштейна. Меєргольда ще не отримала» (1967). 1962 року Ельза повідомила сестрі, що біля одного з паризьких пішохідних мостів вони з Арагоном бачили намальовану на асфальті обкладинку книги «Про це» з великими портретами Маяковського і Лілі Брік. Малюнки на асфальті послужили Андрію Вознесенському приводом для написання вірша: «Каково вам, поэт, с любимой?! / Это надо ж — рвануть судьбой, / Чтобы ликом, как Хиросимой, / Отпечататься в мостовой!».

## Стосунки з творчою інтелігенцією
Поет Віктор Соснора писав у своїх спогадах, що коло спілкування Лілі Брік було дуже широке: вона вміла дружити, безкорисливо допомагати, робити подарунки. При цьому «відбір дружб» проводила особисто вона; коли людина «переходила кордон її приязні», вона, зазвичай, сама переривала взаємини. Так обірвалася її дружба з поетом Миколою Глазковим, якого Брік опікала з довоєнних часів, актором Миколою Черкасовим, балериною Майєю Плісецькою.

### Художні інтереси

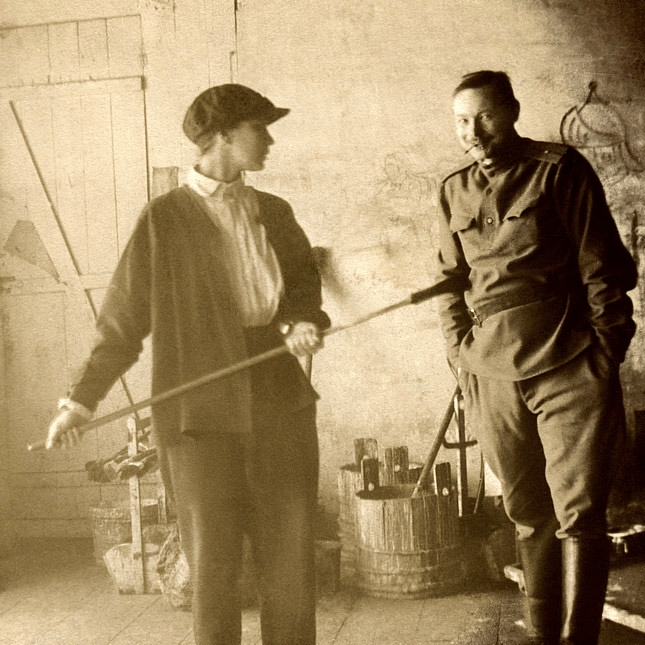
Наталія Гончарова та Михайло Ларіонов. 1913

Художні пристрасті «музи російського авангарду» сформувалися в молодості і з роками змінювалися мало. Ліля Юріївна не цікавилася передвижниками, з живописців XIX століття виділяла Павла Федотова та Олексія Венеціанова, з майстрів нового часу — Михайла Кулакова, Дмитра Краснопевцева, Анатолія Звєрєва. Найбільш близькими собі по духу вона вважала Михайла Ларіонова і Наталію Гончарову, однак в їхній доеміграційний період познайомитися з ними не встигла. Перша зустріч Брік з подружжям російських авангардистів відбулася в Парижі в 1950-х роках; надалі, приїжджаючи до Франції, вона намагалася по можливості відвідати їх. Гончарова подарувала їй кілька своїх робіт, а також каталог паризької виставки з написом «Моїй любій подрузі Лілі»; Ларіонов, до майстерні якого Брік приходила під час його хвороби, подарував малюнки, зроблені у 1920-х роках, — «Дягілєв», «Аполлінер» і «Маяковський».
Переміщаючись з однієї квартири на іншу, Ліля Юріївна особисто стежила за збереженням малюнка Олександра Тишлера «Добре ставлення до коней», що являє собою ілюстрацію до однойменного вірша Маяковського. Брік вважала, що образ поета або його ліричного героя, який тримає на руках коня і майже зливається з ним, міг би стати основою для пам'ятника Володимиру Володимировичу. Тишлер нерідко приходив до Брік у гості і під час бесіди майже завжди робив олівцеві начерки. Ескізи, які залишилися після його відходу, господиня оформляла в рамки і дарувала друзям.
1924 року, приїхавши до сестри в Париж, Ліля познайомилася з Фернаном Леже, який у ту пору ще не був відомим. Їхня наступна зустріч відбулася через три десятиліття. Леже представив Лілі Юріївні свою дружину — художницю Надю Ходасевич. Історія життя Наді, яку бажання малювати змусило вирушити спочатку в Польщу, а потім у Францію, настільки зворушила Брік, що вона допомогла дружині Фернана Леже знайти її родичів у білоруському селі Зембин. Ліля Юріївна влаштовувала Наді запрошення в Москву, вони разом ходили в театри, на виставки, літали на Каннський кінофестиваль. Стосунки, за свідченням Василя Катаняна-молодшого, перервались після репліки Наді, виголошеній у присутності міністра культури СРСР Катерини Фурцевої: «Арагонам і Брік не можна довіряти, тому що вони пропащі антирадянщики».
Ліля Юріївна бувала на всіх столичних вернісажах Мартироса Сарьяна. Приїжджаючи з Єревана до Москви, він зупинявся у своїй квартирі, яка знаходилася навпроти будинку Брік; розмовляючи з художником по телефону, вона стояла біля вікна й бачила не тільки свого співрозмовника, але і розміщений в глибині його кімнати портрет Анни Ахматової. Від Сарьяна часто доставляли страви вірменської кухні; Ліля у відповідь підносила йому італійський лікер, який з'явився в столичних магазинах у повоєнні роки. В її колекції картин зберігалися дві роботи, подаровані Сарьяном.
У 1968 році, коли відзначалося 75-річчя Маяковського, Пабло Пікассо, який познайомився з поетом під час однієї з його закордонних подорожей, відправив Брік свій малюнок до вірша «Лілічка!» і ліногравюру «Привал музикантів» з написами Lili і Wolodia. Художник був у хороших стосунках з Ельзою Тріоле, яка в одному з листів до сестри повідомила: «Вчора був Пікассо, я його годувала їжею з твоєї посилки. Пікассо каже, що у нас завжди дуже смачна їжа, адже це те, що ти нам надсилаєш». У СРСР ім'я основоположника кубізму до падіння «залізної завіси» перебувало під забороною, і Ліля Юріївна, прагнучи познайомити друзів з його поглядами на мистецтво, переклала на російську мову одну зі статей Пікассо.
Дружба Лілі з Марком Шагалом розпочалася задовго до його еміграції. Коли після тривалої розлуки вони зустрілися в Парижі, Брік попросила художника написати «фантазію на тему віршів Маяковського». Шагал створив графічну серію про поета, частина якої пізніше була передана в Державний музей образотворчих мистецтв імені О. С. Пушкіна. Ліля Юріївна і Марк Захарович відправляли один одному книги, листівки, фотографії. Останній лист від Шагала прийшов на Кутузівський проспект в серпні 1978 року й був адресований Василю Абгаровичу Катаняну: «Як мені висловити наш смуток і як мені передати всі наші почуття про втрату Лілі…»

### Ліля Брік і літератори
З поетом Давидом Бурлюком, який емігрував з Росії 1920 року, Ліля Юріївна зуміла відновити контакти в роки ранньої хрущовської відлиги: спочатку вона відправила йому у США невеличку бандероль, вказавши свою адресу, потім з допомогою Союзу радянських письменників організувала його приїзд до Москви. На питання про те, чому письменницька організація повинна фінансувати візит поета в СРСР, Брік відповіла, що в молодості Давид Давидович «давав жебракові Володі полтиники, щоб той міг писати вірші, не голодуючи». До радянської столиці Бурлюк прибув у 1956 році разом з дружиною; Брік, яка виступала в ролі екскурсовода, показувала давньому другові місто. Особливо часто гості відвідували Третьяковську галерею — за свідченням Василя Катаняна-молодшого, один з основоположників футуризму, який закликав до «Ляпасу суспільному смаку», скинути класиків «з пароплава сучасності», подовгу стояв перед картинами Крамського і Левітана.
Взаємини Брік Ахматової були неоднозначними. Ліля Юріївна цікавилася поезією Анни Андріївни, знала напам'ять багато її віршів. У довоєнну пору вони час від часу зустрічалися, потім спілкування повністю припинилося. У листі поетові Анатолієві Найману, датованому 1960 роком, Ахматова якоюсь мірою пояснила причини відчуження: «Салон Бріків планомірно боровся зі мною, висунувши звинувачення у внутрішній еміграції, які злегка припахували доносом». При цьому третій чоловік Анни Андріївни, художній критик Микола Пунін, що працював разом з Осипом Бріком і Маяковським в газеті «Мистецтво комуни», з теплотою згадував про зустрічі з Лілею Юріївною: «Не шкодую, не плачу, але Ліля Б. залишилася живим шматком у моєму житті, і я довго буду пам'ятати її погляд і цінною її думка про мене. Якби ми зустрілися років десять тому — це був би напружений, довгий і важкий роман».
До числа тих, хто досить прохолодно оцінював атмосферу в квартирі Брік, належала Лідія Чуковська. У середині 1930-х років вона приїхала до Лілі Юріївни, щоб обговорити зміст однотомника вибраних творів Маяковського який виходив у ленінградському відділенні «Детгізу». За словами Лідії Корніївни, господиня квартири «без жодного інтересу» поставилася до розмови про вірші; відторгнення гості викликали і «рябчики на столі», і «весь стиль будинку». Майже такий самий відгук залишив і Варлам Шаламов, який прибув 1935 року в Спасопісковський провулок, щоб завізувати в Бріків спогади про Маяковського. Письменника здивувала табличка на дверях з написом «Примаков», вирізана тим самим шрифтом, що й колишній напис «Маяковський»: «Чомусь було боляче, неприємно. Я більше в цій квартирі не бував».

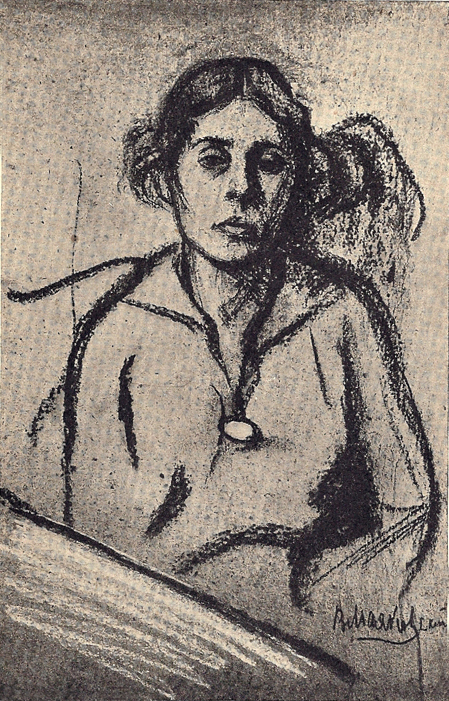
Ліля Брік. Малюнок В. В. Маяковського. 1916

Знайомство Лілі Брік і літературознавця Зиновія Паперного відбулося 1954 року. У ту пору в Інституті світової літератури створили групу, яка займалася випуском 13-томного зібрання творів Маяковського. Зіновію Самійловичу доручили редагувати перший том, який складався з дореволюційних творів поета. За спогадами Паперного, Брік, яка формально не брала участі в підготовці видання, була, втім, у курсі всіх основних справ і проблем. Найбільше Лілю Юріївну турбувало, що передмовою до зібрання творів могла стати написана мовою партійних документів стаття про Маяковського-трибуна, а не про Маяковського-лірика. Ці тривоги були небезпідставними, однак Паперному вдалося домогтися, щоб замість офіційної статті виданню подали автобіографію Маяковського «Я сам». Крім того, Зіновію Самійловичу вдалося помістити в першому томі зображення Лілі Юріївни — це був малюнок, створений поетом у 1916 році.
Серед шістдесятників Брік виділяла Віктора Соснору та Андрія Вознесенського. За спогадами Соснори, 1962 року Ліля Юріївна сама підійшла до молодого поета, що брав участь у творчому вечорі в Театрі сатири, і запросила у свій будинок на вечерю. У наступні роки вона всіляко підтримувала Віктора Олександровича, зуміла організувати для нього виїзд до Парижа, ввела в міжнародне коло літераторів. Дружба з Вознесенським також почалася з ініціативи Брік, яка, прочитавши його книгу «Трикутна груша», особисто зателефонувала авторові.
|                        | Я став бувати в її салоні. Мистецтво салону забуте нині, його замінили «парті» і «тусовки». На каре її світло збиралися Слуцький, Глазков, Соснора, Плісецька, Щедрін, Зархі, Плучек, Клод Фріу з золотим віночком. Прилітав Арагон. Вона мала унікальний талант смаку, була камертоном кількох поколінь поетів. Ти йшов до її салону не краватку показати, а читати своє нове, хвилюючись - прийме або не прийме? Оригінальний текст (рос.) Я стал бывать в её салоне. Искусство салона забыто ныне, его заменили «парти» и «тусовки». На карий её свет собирались Слуцкий, Глазков, Соснора, Плисецкая, Щедрин, Зархи, Плучеки, Клод Фриу с золотым венчиком. Прилетал Арагон. У неё был уникальный талант вкуса, она была камертоном нескольких поколений поэтов. Ты шёл в её салон не галстук показать, а читать своё новое, волнуясь — примет или не примет? |
| — Андрій Вознесенський | |

### Дружба з Майєю Плісецькою та Родіоном Щедріним

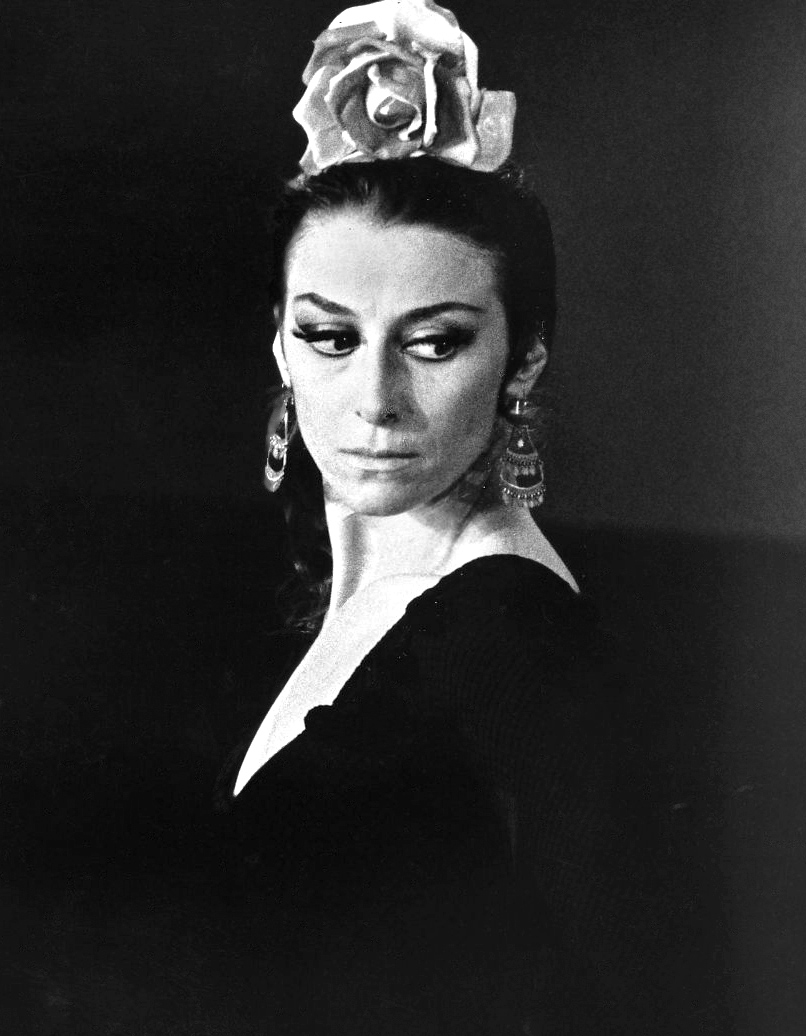
Майя Плісецька. 1974

Майю Плісецьку Брік вперше побачила на сцені в 1948 році й одразу оцінила «незвичайну красу її ліній». Ліля Юріївна запросила молоду балерину зустрічати новий рік в її будинку, і 31 грудня, виконавши партію Зареми в хореографічній поемі «Бахчисарайський фонтан», Плісецька приїхала в Спасопісковський провулок. З цього дня почалася їхня дружба. Як згадувала Майя Михайлівна, Брік і Катанян, коли бували в Москві, відвідували всі спектаклі з її участю; на сцену вони зазвичай виносили великі кошики квітів. У листах до Ельзи Тріоле Ліля Юріївна постійно повідомляла про те, що «Майя в лютому до Парижа не їде… Вона зараз готує новий балет», «днями була прем'єра фільму „Майя Плісецька“. Карколомний успіх!».
У домі Брік-Катаняна відбулася перша зустріч Плісецької та Щедріна. За словами Родіона Костянтиновича, коли йому, студентові Московської консерваторії імені П. І. Чайковського, повідомили про можливість зіграти Лілі Юріївні складений ним «Лівий марш» на вірші Маяковського, він здивувався, що муза поета жива: «Ім'я її обросло легендами. Добрими і недобрими. І по молодості здавалося, що все це відбувалося ледь не в минулому столітті… В їхньому салоні я познайомився з Майєю Плісецькою, моєю Великою Дружиною».
Брік і Ельза Тріоле діяльно допомагали Плісецькій на різних етапах її творчої біографії. Коли Олександр Зархі приступив до зйомок «Анни Кареніної», Ліля Юріївна запропонувала йому віддати роль Бетсі Майї Михайлівні. Дізнавшись, що Плісецьку не випускають на гастролі до США, Брік разом з Катаняном і Щедріним організували дзвінок у приймальню голови КДБ Олександра Шелепіна, під час зустрічі з яким було отримано дозвіл на виїзд. 1961 року балерина прибула до Парижа, щоб станцювати Одетту і Оділлію в «Лебединому озері» на сцені «Гранд-опера». Ельза Тріоле, яка її зустріла, розмістила Майю Михайлівну в своєму будинку і під час перебування у французькій столиці супроводжувала всюди: була присутня на репетиціях, допомагала спілкуватися з журналістами, виступала в ролі перекладачки на переговорах.
Плісецька розповідала, що на початку 1960-х років Лілю Юріївну позбавили прав на спадщину Маяковського і та змушена була продавати особисті речі. На виниклі проблеми Брік, яка звикла накривати для гостей щедрий стіл («Ікра, лососина, балик, окіст, солоні гриби, крижана горілка, настояна по весні на бруньках чорної смородини»), реагувала з іронією: «Першу частину життя купуємо, другу — продаємо». Відсутність грошей не заважала їй робити «царські подарунки»: так, саме в складний фінансовий період Брік піднесла Майї Михайлівні діамантові сережки, з якими балерина не розлучалася навіть після того, як взаємини припинилися. Причини, через які перервалася довголітня дружба Брік з Плісецькою та Щедріним, невідомі: про них не згадували у своїх книгах ні Майя Михайлівна, ні Родіон Костянтинович; за словами Василя Катаняна-молодшого, розлад стався через провину Лілі Юріївни.

### У театральній спільноті

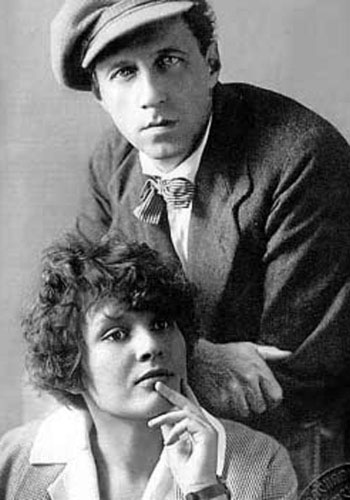
Всеволод Меєргольд і Зінаїда Райх

Спілкування з представниками театрального світу розпочалося у Лілі в молодості: 1918 року її запросили до Петрограда для участі в постановці «Містерії-Буф» (режисер Всеволод Меєргольд). За спогадами Брік, п'єсу, яку Маяковський написав до першої річниці революції, не розуміли артисти, які звикли до класичного репертуару Александрінського театру; перед Лілією Юріївною стояло завдання «навчити акторів читати хором вірші».
Стосунки з Меєргольдом, який ставив у своєму театрі сатиричні п'єси «Баня» і «Клоп», збереглися і в наступні десятиліття: режисер разом з дружиною Зінаїдою Райх бував у гостях у Брік і Маяковського в Гендриковому провулку; Ліля Юріївна, переїхавши в 1935 році разом з Віталієм Примаковим до Ленінграда, намагалася не пропускати вистав «Винової кралі», поставленої Всеволодом Емільовичем у Малому оперному театрі. Вистава Театру Меєргольда «Дама з камеліями», в якій Райх зіграла Маргариту Готьє, здивував Лілю «ювелірною точністю» роботи акторки і режисера: Меєргольд «ставив їй кожен помах вій, вчив з голосу кожної інтонації». Звістка про те, що в липні 1939 року Зінаїду Райх вбили в її квартирі в Брюсовому провулку, настільки вразила Брік, що вона «єдиний раз у житті» втратила свідомість.
До числа близьких знайомих Брік належав Микола Черкасов, знайомство з яким відбулось у повоєнні роки. Актор був затверджений на роль поета в ленфільмівській стрічці «Вони знали Маяковського», однак зйомки не відбулися. Для збереження зібраного матеріалу Василь Абгарович Катанян створив на основі готового сценарію п'єсу — в підсумку до репетицій вистави під тією самою назвою приступив Театр драми імені О. С. Пушкіна. Ліля Юріївна з ентузіазмом включилася в роботу: вона брала участь у виборі режисера (постановку здійснив Микола Петров), як сценографа запросила Олександра Тишлера, а музику запропонувала написати студентові Родіону Щедріну. Брік стала своєрідним консультантом і для Черкасова, який мав втілити на сцені образ Маяковського: вона розповідала акторові про особливості мови і поведінки «живого, а не перетвореного на ідола» поета, нагадувала, що той був вельми респектабельний, сама підбирала тканини для костюмів. На честь прем'єри, що відбулася в листопаді 1953 року, був влаштований бенкет у ресторані готелю «Європейський»: «Головною була Ліля Юріївна. Майже всі тости були на її честь».
Веніамін Смєхов, який виконав роль Маяковського-Циніка в поетичній виставі Театру на Таганці «Послухайте!», розповідав, як емоційно вела себе Брік під час обговорення вистави навесні 1967 року. Зауважень з боку художньої ради та інстанцій, які курирували, було багато, деякі гості наполягали, щоб «наш пролетарський поет» не нагадував інтелігента, який рефлексує. Ліля Юріївна, слухаючи їх, теж взяла слово:
|  | Я багато плакала на цьому спектаклі... Я вважаю, що монтаж віршів Маяковського абсолютно виправданий. Добре, що спектакль закінчується віршами сучасних поетів, особливо віршами Вознесенського. Я не можу багато говорити, мені дуже важко, я дуже хвилююся... Оригінальний текст (рос.) Я много плакала на этом спектакле… Я считаю, что монтаж стихов Маяковского абсолютно оправдан. Хорошо, что спектакль заканчивается стихами современных поэтов, особенно стихами Вознесенского. Я не могу много говорить, мне очень трудно, я очень волнуюсь… |

### Ліля Брік і світ моди

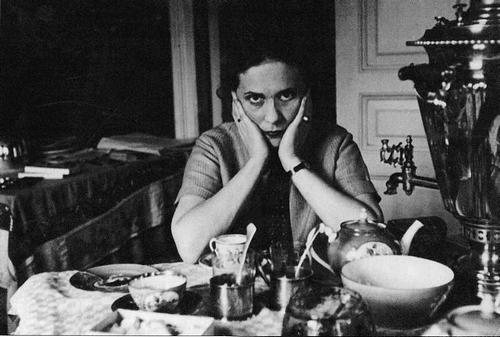
Ліля Брік наприкінці 1920-х років. Фото Осипа Бріка

За словами Ів Сен-Лорана, він знав трьох жінок, здатних бути елегантними поза модою, — це Катрін Денев, Марлен Дітріх і Ліля Брік. У молодості Ліля спілкувалася з театральною художницею Надією Ламанової, яка вважалася в Москві вельми «дорогою кравчинею» і шила на замовлення заможним акторкам. У 1920-х роках Надія Петрівна створила колекцію суконь з льону і полотна, прикрашених орнаментом ручної роботи. Брік, вирушаючи до Парижа, забрала з собою кілька костюмів.
На Лілю і Ельзу, які демонстрували привезені вбрання, звернув увагу молодий модельєр Жак Пат і запропонував показати комусь з радянських керівників примірники свого одягу, — в їх основі був образ «шикарної маленької парижанки». Показ моделей відбувся у квартирі Анатолія Луначарського, колекція Пата справила гарне враження на гостей дому, однак організувати її масове впровадження через трест швейної промисловості ніхто не захотів. Як згадувала Брік, у радянській столиці «продовжували шити незграбні сукні „від Більшовички“ і продавати їх у Мосторзі».
Упродовж десятиліть питаннями гардеробу Лілі Юріївни займалася Ельза Тріоле, яка відправляла сестрі посилки з одягом і аксесуарами. У листах Ельзи нерідко згадувалося: «Посилаю тобі пару панчіх (американських), два флакони парфумів (герленівских), краватку (Васі!), два губних олівці», «Чи отримала ти туфлі з Варшави? Я тобі їх там заочно замовила», «Надсилаю… коричневу шубу з шовку з вовною, на котику, не дуже багатому, але справжньому, а тому легкому» . Брік у відповідь іноді обурювалася («Я так просила тебе не возитися з шубкою»), але все-таки зізнавалася: «Ходжу у всьому твоєму — з ніг до голови. Я тепер найбільш елегантна жінка в Москві!».
Знайомство Лілі Юріївни з Івом Сен-Лораном відбулося в аеропорту Шереметьєво перед посадкою в літак, який вирушав до Парижа. У Франції модельєр супроводжував Брік і на виставці Маяковського, і в галереї ван Донгена. Згодом Сен-Лоран подарував Лілі Юріївни чимало речей з власних колекцій. До 85-річчя він створив сукню, в яку можна було одягатися лише одного разу — безпосередньо в день ювілею; потім наряд слід було передати в музей будинку моди Ів Сен-Лорана. Однак історія подарунка виявилася довшою: дізнавшись, що Алла Демидова планує вперше прочитати зі сцени невиданий ахматівський «Реквієм», Брік віддала акторці свою сукню від кутюр.

## Участь у долі Сергія Параджанова

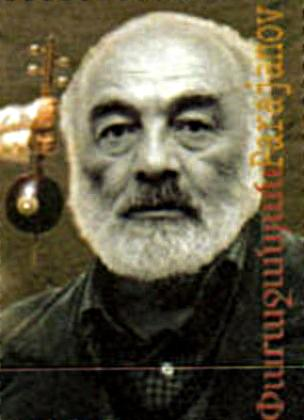
Сергій Параджанов

Інтерес до творчості кінорежисера Сергія Параджанова виник у Брік після перегляду фільму «Тіні забутих предків». Через деякий час Параджанов приїхав у Москву і був запрошений у будинок на Кутузовському проспекті. Це знайомство швидко переросло в дружбу, Ліля Юріївна та Сергій Йосипович часто зідзвонювалися, обмінювалися новинами; його подарунки, надіслані з Києва, часом були несподіваними: він міг відправити через знайомих страву з індички, сукню в селянському стилі з незвичайним орнаментом, власноруч виготовлений кавказький пояс. На думку акторки Алли Демидової, Параджанов охоче зупинявся в квартирі Брік-Катаняна під час візитів до Москви «ще й тому, що атмосфера цього дому відповідала його творчому світові».
1973 року Параджанова заарештували і засудили до п'яти років позбавлення волі. Ліля Юріївна не лише підтримувала режисера посилками, але й докладала зусиль для його дострокового звільнення. Як згадував Василь Катанян-молодший, одного разу у відповідь на питання про те, що написати в колонію Сергію Йосиповичу, вона попросила: «Напиши, що ми буквально гриземо землю, але земля тверда».
До участі в долі Параджанова Брік, яка, за словами театрального художника Бориса Мессерера, «відчувала за собою певну силу», підключила не лише західну пресу, але й чоловіка своєї сестри Ельзи Тріоле — письменника-комуніста Луї Арагона. Для цього 86-річна Ліля Юріївна вирушила до Парижа й особисто поспілкувалася з французьким прозаїком. Підсумком переговорів стала зустріч Арагона, який прилетів до Москви, і Леоніда Брежнєва в ложі Большого театру. Про те, що Параджанова звільнять за рік до встановленого судом строку, Арагон повідомив Майї Плісецькій в антракті вистави «Анна Кареніна».
Через кілька років після смерті Лілі Юріївни літературний критик Юрій Карабчієвський виклав свою версію дострокового звільнення кінорежисера, пов'язавши самогубство Брік з «предметом її останньої пристрасті». Есе Карабчієвського було опубліковане ще за життя Параджанова, і в жовтні 1989 року той відправив у журнал «Театр» відкритого листа авторові, що містить, зокрема, такі рядки:
|  | Ліля Юріївна - найчудовіша з жінок, з якими мене зіштовхувала доля, - ніколи не була закохана в мене, і пояснювати її смерть «нерозділеним коханням» - значить аморально пліткувати і принижувати її посмертно. Оригінальний текст (рос.) Лиля Юрьевна — самая замечательная из женщин, с которыми меня сталкивала судьба, — никогда не была влюблена в меня, и объяснять её смерть «неразделённой любовью» — значит безнравственно сплетничать и унижать её посмертно. |

## Ідеологічна кампанія проти Лілі Брік

### Цензурні заборони
Від кінця 1950-х років ім'я Лілі Брік стали виключати з книг, присвячених творчості Маяковського. Початок так званої «антибриківської кампанії» був пов'язаний з виходом у світ книги «Нове про Маяковського», що являла собою 65-й том серії «Літературна спадщина» (видання Академії наук СРСР, 1958). В ньому було надруковано понад сто листів поета, адресованих Лілі Юріївні. У передмові, що супроводжувала публікацію, Брік розповіла про те, яку роль відігравало це листування в їхньому спільному житті, а також пояснила, чому в листах часто згадується Осип Брік.
Книга викликала низку негативних відгуків. Так, в московському виданні «Література і життя», яке виходило під егідою Спілки письменників РРФСР, з'явилися дві статті: «Нове і старе про Маяковського» (7 січня 1959 року) і «Проти наклепу на Маяковського» (10 квітня 1959 року). Їх автори — Володимир Воронцов і Олексій Колосків — висловили сумнів у необхідності публікації листів, які мають «в переважній більшості особистий, інтимний характер». Крім того, відгуки про 65-й том «Літературної спадщини» були відправлені секретареві ЦК КПРС Михайлові Суслову. Автор одного зі звернень — сестра поета Людмила Володимирівна — розцінила публікацію як вторгнення в приватну сферу: «Брат мій, людина зовсім іншого середовища, іншого виховання, іншого життя, потрапив в абсолютно чуже середовище, яке крім болю і нещастя нічого не дало ні йому, ні нашій сім'ї». Письменник Федір Панфьоров, який також відправив лист у ЦК, охарактеризував книгу як «нісенітницю», а її укладачів назвав «молодиками».
Реакція влади не забарилася: у спеціальній закритій постанові ЦК КПРС від 31 березня 1959 року книгу «Нове про Маяковського» піддано жорсткій партійній критиці"; будь-які посилання на неї в наукових роботах заборонено; фахівців музею Маяковського, які брали участь у роботі над рукописами і додрукарській підготовці матеріалів, звільнено від займаних посад. З цього моменту контроль за виходом навчальних посібників і монографій про творчість поета посилився: наприклад, 1961 року під час верстки книги «Маяковський. Біографія» («Учпедгиз») цензорка в службовій записці вказала, що в посібнику розміщені «образливі» малюнки, на яких «автор зображує себе у вигляді цуценяти». Крім того, цензорка виступила з пропозицією видалити з видання відомості про самогубство Маяковського. Подібним же чином були заборонені до друку листи, спочатку включені в 13-томне зібрання творів поета («Художня література», 1961).

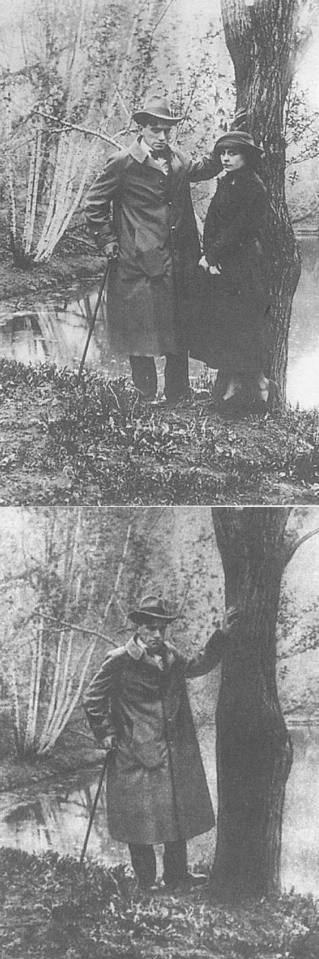
Маяковський і Ліля Брік. Нижнє фото — після ретуші в 1960-х роках

У 1966 році чергова робота Лілі Юріївни знову сколихнула громадськість: її стаття «Пропозиція дослідникам», фрагменти якої вийшли в «Московському комсомольці», а повна версія — в журналі «Питання літератури», викликала невдоволення газети «Известия», яка написала, що колеги, які допустили до друку новий матеріал Брік про Маяковського, проявили «нерозбірливість». На захист Лілі Юріївни виступив письменник Костянтин Симонов, який у відкритому листі зазначив:
|  | Подобається чи не подобається Л. Ю. Брік авторам статті, але це жінка, якій присвячено цілу низку чудових творів Маяковського. Це жінка, з якою пов'язано 15 років творчості поета. Нарешті, це жінка, яка була для Маяковського членом його сім'ї і про яку у своєму останньому листі він писав «Товаришу уряду», просячи подбати про неї нарівні з матір'ю і сестрами. Оригінальний текст (рос.) Нравится или не нравится Л. Ю. Брик авторам статьи, но это женщина, которой посвящён целый ряд замечательных произведений Маяковского. Это женщина, с которой связано 15 лет творчества поэта. Наконец, это женщина, которая была для Маяковского членом его семьи и о которой в своем последнем письме он писал «Товарищу правительству», прося позаботиться о ней наравне с матерью и сестрами. |

Попри заступництво Симонова та інших літераторів, ім'я Лілі Брік викреслювали з видань і надалі. 1973 року на нараді, що проходила в Головному управлінні зі збереження державних таємниць у пресі, розглядалося питання про два матеріали, заплановані до публікації на сторінках журналу «Новий світ». В одному з них, написаному Маргаритою Алігер, розповідалося про звернення Лілі Юріївни до Сталіна; в іншому — за авторством Василя Катаняна — відтворювалися маловідомі деталі з життєпису поета. Доповідаючи про вжиті заходи, заступник глави відомства повідомив, що за вказівкою ЦК зі статті Маргарити Алігер вилучено всі згадки про Лілю Брік, а матеріал Катаняна знятий з номера.
Про проблеми, пов'язані з включенням імені Лілі Брік до книг про Маяковського, розповідав і співробітник Інституту світової літератури імені О. М. Горького Олег Смола, який працював на початку 1980-х років над збіркою вибраної лірики поета. Намагаючись протистояти цензурі, він звернувся до Юрія Андропова з проханням про сприяння: «Вилучити з книги ім'я Л. Ю. Брік — значить, по суті перекреслити саму книгу». Відповідь, яка надійшла не від генерального секретаря, а з Держкомвидаву, виявилася обтічною: «На нашу думку, Ваша вступна стаття вимагає певного доопрацювання»; прізвище Брік в остаточній редакції було викреслене.
|  | У порівняно нещодавні часи в офіційній пресі явно заохочували і роздували тенденцію: пригасити роль Бріків у житті і творчості Маяковського, а то і звести її нанівець. Доходило до курйозів: на одній з відомих фотографій шляхом шахрайський ретуші Лілю відсікли від Володимира, від неї залишився тільки... каблук. Оригінальний текст (рос.) В сравнительно недавние времена в официальной печати явно поощрялась и раздувалась тенденция: притушить роль Бриков в жизни и творчестве Маяковского, а то и свести её на нет. Доходило до курьезов: на одной из известных фотографий путём плутовской ретуши Лилю отсекли от Владимира, от неё остался только… каблук. |

### Реорганізація музею Маяковського
Прагнення відокремити ім'я Лілі Брік від життєпису Маяковського призвело до закриття музею в Гендриковому провулку і створення нового — в проїзді Сєрова.
Ініціатором реорганізації виступила Людмила Володимирівна Маяковська, яка 1962 року розповіла в листі до Михайла Суслова про те, що її брат значну частину життя прожив у кімнаті на Луб'янському проїзді, тоді як квартира в Гендриковому провулку «фактично належала О. М. Брику і Л. Ю. Брік».
Зазначивши, що в 1930-х роках при створенні музею «ніхто не вважав за потрібне порадитися з рідною сім'єю поета», сестра Маяковського запропонувала розселити мешканців комунальної квартири будинку у проїзді Сєрова і після ремонту розмістити там новий меморіальний музей.
Людмилу Маяковську підтримав літературознавець Олексій Колосков, який написав Суслову про те, що «мерзотну обстановку» навколо поета створювали «нероба О. Брік і проповідниця розпусти Л. Брік, які жили за рахунок коштів і слави Маяковського».

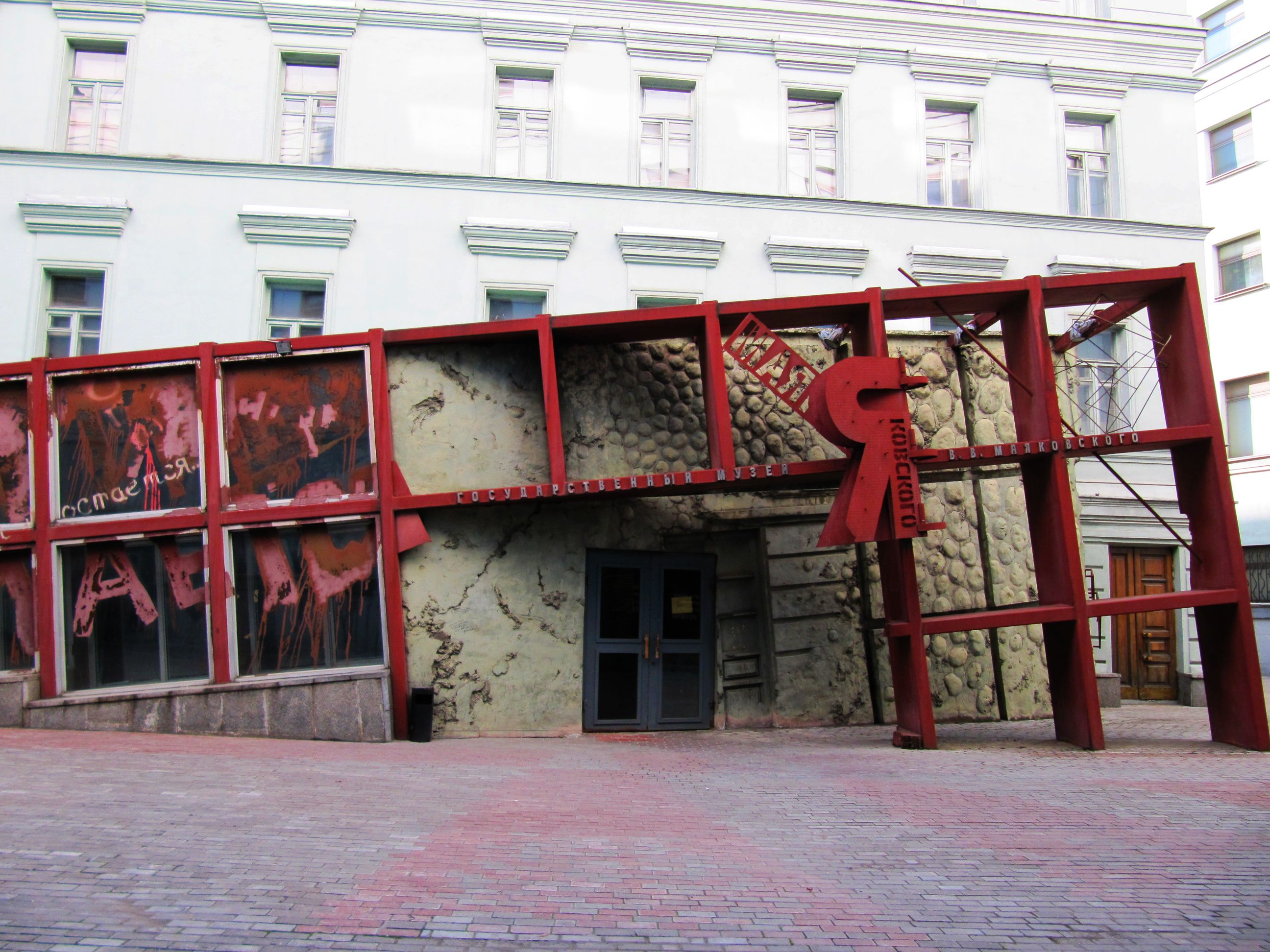
Музей Маяковського в Луб'янському проїзді, 3/6 (колишньому проїзді Сєрова)

24 жовтня 1967 року секретаріат ЦК КПРС видав постанову «Про музеї Маяковського».
Документ, що вийшов під грифом «Цілком таємно», наказував переміщення музею за адресою: проїзд Сєрова, 3/6.
Водночас на площах квартири в Гендриковому провулку передбачалося заснувати масову бібліотеку імені Маяковського, зберігши кімнату поета в тому вигляді, якою вона була за життя Володимира Володимировича.
Це рішення викликало невдоволення з боку Людмили Маяковської, яка повідомила в листі Леоніду Брежнєву (16 грудня 1971 року) про те, що наявність двох музеїв Маяковського в одному місті веде до створення арени для постійних класових ідеологічних зіткнень": «Я категорично, принципово заперечую проти залишення якихось слідів про поета і мого брата в старому бріківському будинку».
Ситуація, пов'язана зі створенням нової меморіальної установи, викликала жваву реакцію в літературній спільноті. Так, Костянтин Симонов, виступаючи на засіданні робочої групи з ознайомлення з експозицією музею в проїзді Сєрова, зазначив, що позбавити Бріків «того місця, яке вони посідали в життєписі Маяковського, можна лише тимчасово і насильно». Поет Борис Слуцький повідомив, що в основі діяльності окремих літературознавців лежить прагнення «зганьбити Лілю Юріївну Брік, найближчу Маяковському людину». За словами Роберта Рождественського, «якщо у людини 40 або 50 відсотків ліричних творів присвячено Лілі Брік, то хоч ми всі застрелимося, вони все одно будуть присвячені Брік і нікому іншому».
Під час створення експозиції директор нового музею Володимир Макаров відправив Лілі Юріївні лист, у якому нагадав, що в 1930 році Брік одержала в прокуратурі 2113 рублів 82 копійки і два золотих кільця, знайдені в кімнаті поета, який застрелився. Попросивши надати документи про перерахування частини грошей в податкові органи, директор одночасно запропонував Лілі Юріївні передати музею золоті кільця (на одному з яких Маяковський у свій час вигравірував літери Л. Ю. Б.), оригінал вірша «Лілічка!», рукописи поем «Люблю» і «Про це», а також деякі малюнки та особисті речі поета. Ліля Юріївна, яка перетнула тоді вісімдесятирічний рубіж, не відповіла ні на цей, ні на наступний лист від Макарова. Станом на 2017 рік у колишній квартирі Маяковського-Брік у Гендриковому провулку, яка не зберегла, за словами літературознавиці Анни Сергєєвої-Клятіс, ніякого «меморіального простору», базується культурно-інформаційний центр посольства Корейської Республіки.

## Останні роки. Самогубство
У червні 1970 року померла Ельза Тріоле. В останньому листі Лілі, відправленому за десять днів до смерті, Ельза повідомляла про клопоти Арагона у зв'язку з можливим приїздом Брік і Катаняна до Парижа, — мова йшла про візові проблеми, які письменникові довелося вирішувати на рівні посольств. Після повернення з похорону молодшої сестри Ліля Юріївна зізналася, що Луї Арагон запропонував їй з чоловіком змінити місце проживання і переїхати до Франції. Вона відмовилася: «у мене в Москві все, там моя мова, там мої нещастя. Там у мене Брік і Маяковський».
З кінця 1960-х років Ліля Юріївна жила переважно в Передєлкіно, де сім'я мала невеликий будинок, в якому майже постійно перебували гості. Серед тих, хто в ту пору приїжджав до Брік і Катаняна, були Юрій Любимов, Тетяна Самойлова, Андрій Миронов, Мстислав Ростропович, Мікаел Тарівердієв. Ліля Юріївна підтримувала контакти з Пабло Нерудою, знайомство з яким відбулося завдяки Ельзі Тріоле, — чилійський поет періодично телефонував Брік, іноді надсилав подарунки: книги, глиняні іграшки, кошики з пляшками к'янті. В одному з листів він відправив присвячений їй вірш, у якому були рядки: «Я не знал костра её глаз и только по её портретам на обложках Маяковского угадывал, что именно эти глаза, сегодня погрустневшие, зажгли пурпур русского авангарда».
Коли до Москви приїхав на гастролі театр «Марсельський балет», то його керівник Ролан Петі кілька разів відвідав Лілю Юріївну. У репертуарі його театру була вистава «Запаліть зірки», в основі якого лежала історія кохання Брік і Маяковського. За словами Майї Плісецької, в цьому балеті були присутні «картини, що вражають своїм психологізмом, своєю багатозначністю», — приміром, «дует з коханою, Лілею, яка стає Вічною Музою поета, і уявна зустріч зрілого поета з юним Маяковським». Брік не змогла подивитися цей спектакль, але на знак подяки передала Ролану Петі малюнок Фернана Леже «Танець».
Брік майже до останніх днів вела велике листування — зокрема, обмінювалася кореспонденцією з літераторами, які пережили ГУЛАГ — Олександром Солженіциним і Тетяною Лещенко-Сухомліною, дітьми репресованих військових діячів Петром Якіром і Володимирою Уборевичем. Спеціально для Володимири Ієронімівни Ліля Юріївна підготувала спогади про її близьких, які починалися словами: «Мирочка, дорога, постараюся написати для Вас те, що пам'ятаю про Вашу милу моєму серцю сім'ю». Незадовго до смерті Брік знайшла адресу Тетяни Яковлевої, яка мешкала в США, і повідомила їй, що зуміла зберегти всі листи «паризької коханої» Маяковського. Пізніше Яковлєва розповіла письменниці Зої Богуславській, що вона відгукнулася на несподіване послання з Москви: «Тож перед смертю ми порозумілися. І пробачили одна одній».
12 травня 1978 року Ліля Юріївна, перебуваючи в Передєлкіно, зазнала перелому шийки стегна, після якого втратила можливість вести колишній спосіб життя. Попри добрий догляд і постійну присутність близьких, вона поступово згасала і все більше відчувала власну безпорадність. 4 серпня, дочекавшись, коли Василь Абгарович поїде в Москву, а домробітниця піде на кухню, Брік написала записку, в якій вибачилася перед чоловіком та друзями і просила нікого не звинувачувати у своїй смерті. Потім вона прийняла велику дозу нембуталу. Врятувати її не вдалося.
Через три дні відбулося прощання. На панахиді виступали Валентин Плучек, Костянтин Симонов, Ріта Райт, Маргарита Алігер, Олександр Зархі. Попрощатися з Брік прилетів із Грузії Сергій Параджанов з сином Суреном. Кремували її в тому ж будинку, де й Маяковського. Єдиним радянським виданням, що розмістив невеликий некролог у зв'язку зі смертю Брік, виявилася «Літературна газета». Зате зарубіжна преса підготувала багато публікацій — так, одна з японських газет відгукнулася на смерть «музи російського авангарду» словами: «Якщо ця жінка викликала до себе таку любов, ненависть і заздрість — то вона не даремно прожила своє життя». Розбираючи архіви, Василь Абгарович знайшов написаний Лілею Юріївною заповіт, у якому вона просила розвіяти її прах у Підмосков'ї. Катанян виконав прохання дружини: останній обряд був проведений на одному з полів під Звенигородом. Пізніше там з'явився пам'ятник-валун з буквами — ЛЮБ.

## Щоденники і спогади
Упродовж багатьох років життя — починаючи з гімназичного віку — Ліля Брік вела особистий щоденник. Станом на 2017 рік її зошити і блокноти перебувають в архівах; зміст деяких відвертих записів, згідно з рішенням правонаступників Лілі Юріївни, не можена оприлюднювати раніше 2028 року. Тому після смерті Брік опублікованою виявилася лише мала частина її щоденників. Так, у книзі «Пристрасні розповіді» (2003, 2011), одним з укладачів якої була розпорядник архіву — мистецтвознавиця Інна Генс-Катанян, надруковані фрагментарні записи від 1955 року, в яких відтворюються подробиці поїздки Лілі Юріївни та Василя Абгаровича Катаняна до Парижа. У тому ж виданні вміщено щоденники, які охоплюють вельми драматичний період життя Маяковського і Брік — з 1929 по 1932 рік. Однак ці записи, на думку дослідників, лише конспективно відтворюють картину того часу; в них побіжним пунктиром відзначені окремі віхи з літературної біографії Маяковського і дана коротка інформація про Бриків. Така лаконічність і обережність пояснюється тим, що в 1930-х роках, після арешту Віталія Примакова, Ліля Юріївна знищила свої щоденники, в яких могли міститися хоч якісь компрометуючі відомості. Пізніше вона відновила їх по пам'яті — в скороченому варіанті, без зайвих подробиць.
Спогади про своє життя, Маяковського, Осипа Бріка, зустрічі з різними людьми Ліля Юріївна писала з перервами впродовж декількох десятиліть. У СРСР за життя авторки були опубліковані лише невеликі уривки з її мемуарної спадщини (перша публікація припадала на 1932 рік, остання — на післявоєнний період). У середині 1970-х років в Італії вийшла закамуфльована під інтерв'ю її книга «З Маяковським». 1975 року літературознавець Бенгт Янгфельдт видав у Швеції фрагмент спогадів Брік про останні місяці життя поета. Незадовго до своєї смерті Ліля Юріївна завізувала мемуарний текст, який на початку 1990-х увійшов у вигляді окремого розділу в книгу Василя Катаняна «Ім'я цієї теми: кохання». У XXI столітті Інна Генс, зібравши рукописи, які зберігалися в будинку Брік-Катаняна, підготувала до друку книгу «Пристрасні розповіді» (назва, яку серед інших варіантів, придумала колись сама Ліля Юріївна), в яку включено не лише спогади різних років, але й частину епістолярної спадщини Брік.

## Аудіозаписи
У 1950-х роках у будинку Брік-Катаняна з'явився катушковий магнітофон. Завдяки записам, зробленим у їхній квартирі в різні роки, збереглося авторське читання віршів тих літераторів, що бували в гостях у Брік. Так, існує запис від 1954 року, коли на влаштованому Лілею Юріївною вечорі зібралися
Назим Хікмет,
Пабло Неруда,
Луї Арагон,
Давид Бурлюк,
Ельза Тріоле.
У 1961 і 1966 роках у будинку Брік-Катаняна відзначалися дні народження поета Олексія Кручоних, який також читав при включеному магнітофоні свої твори.
Електромеханічний пристрій використовувався Лілею Юріївною для написання звукових листів, адресованих Тріоле та Арагону, а також Костянтину Симонову. Брік надавала великого значення вмінню літераторів донести свої вірші до слухачів. Наприклад, на початку 1960-х років, познайомившись із віршами студента-філолога з Ленінграда Віктора Соснори, вона зізналася авторові: «Шкода, що не можна послухати Вас. Тільки іноді магнітофонний запис. Я переконана, що Ви зараз № 1».
За життя Лілі Брік її єдина «аудіопоява» перед масовою аудиторією відбулася в 1968 році, коли на гнучкій платівці, що була додатком до радянського літературно-музичного журналу «Кругозір», прозвучали її коментарі до вірша Маяковського «А ви могли б?» (поет читав його 1920 року у фонетичній лабораторії Інституту живого слова; Брік в цей момент перебувала поруч). Вже після її смерті студія книгозапису «Ардіс» випустила диск, на якому Ліля Юріївна протягом 56 хвилин читає вірш Маяковського «Про це». Запис, як уточнюється в анотації, зробив Василь Абгарович Катанян у 1950 році.
|  | Прочитала чітко і майже натхненно. Ніякої афектації, ніби йдучи за текстом, майже підкоряючись йому. У деяких місцях виразно чути і хвилювання, і біль. Це записувалося на той самий магнітофон, який «часто ставили на стіл під час вечері (за згодою присутніх), і таким чином збереглися розмови людей, які приходили в будинок». Оригінальний текст (рос.) Прочитала четко и почти вдохновенно. Никакой аффектации, словно бы идя за текстом, почти повинуясь ему. В некоторых местах явственно слышится и волнение, и боль. Это записывалось на тот же самый магнитофон, который «часто ставили на стол во время ужина (с согласия присутствующих), и таким образом сохранились разговоры людей, которые приходили в дом». |

## Коментар
1. ↑  Фразу Пастернака Бенгт Янгфельдт записав зі слів літературознавця Романа Якобсона і вперше включив у книгу «Будетлянин науки», яка вийшла друком у Стокгольмі в 1992 році; розшифрований магнітофонний запис не був авторизований Якобсоном, який помер за десять років до того[56].